# Культура Лаосу

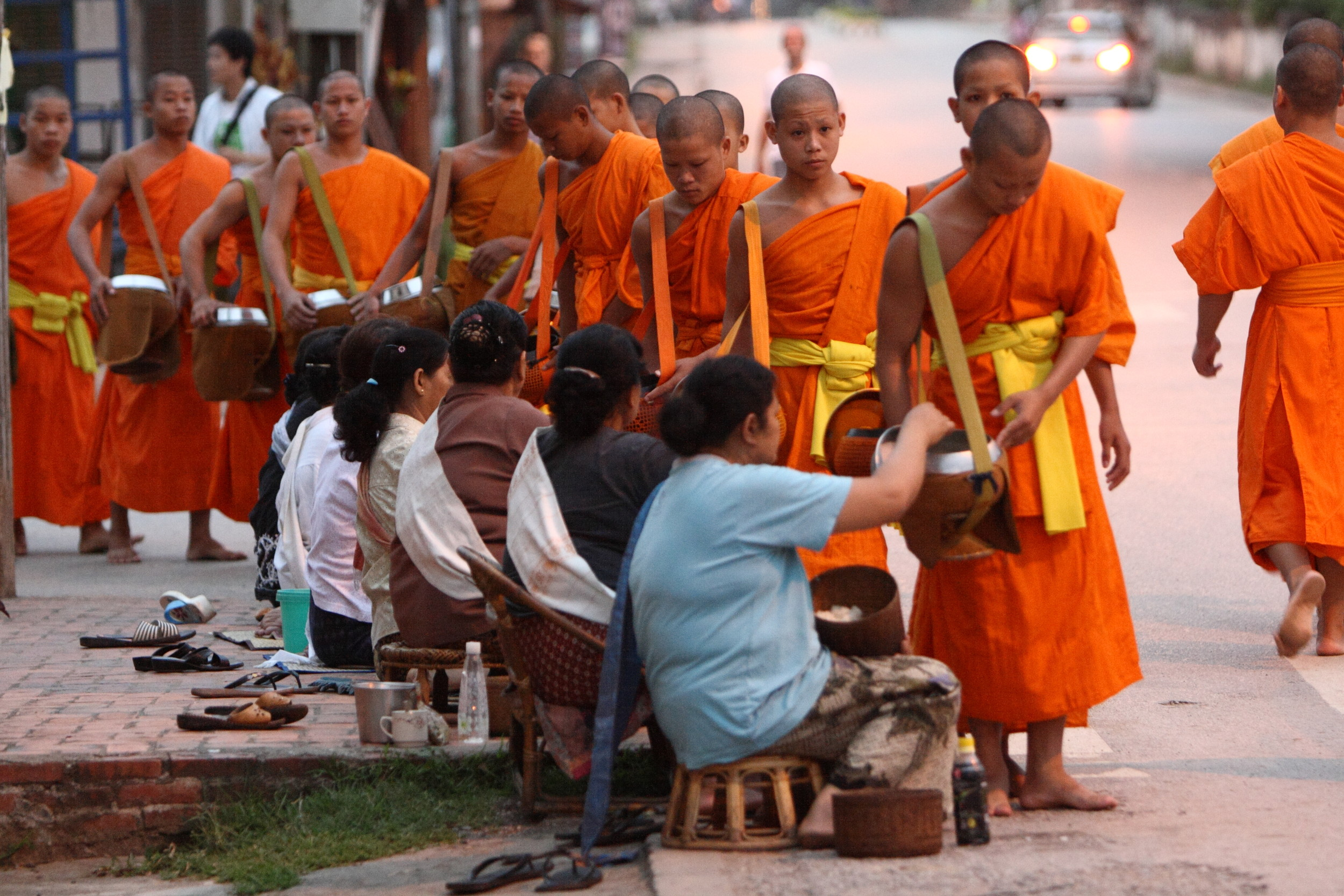
Ченці збирають вранішню милостиню

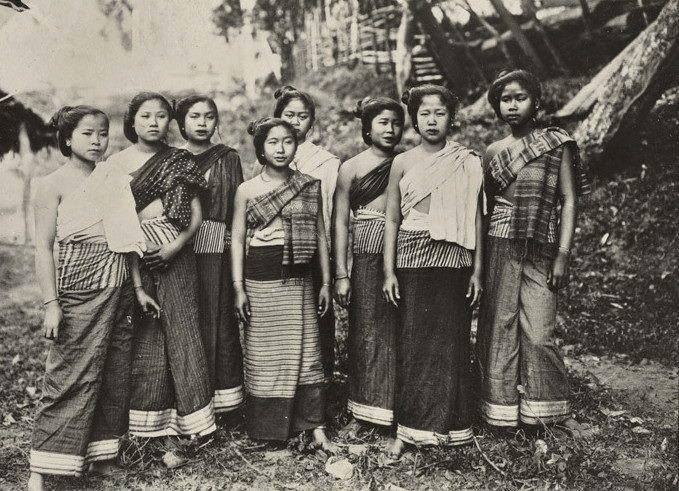
Лаоські жінки,, вбрані у традиційній сінх Луанґпхабанґу

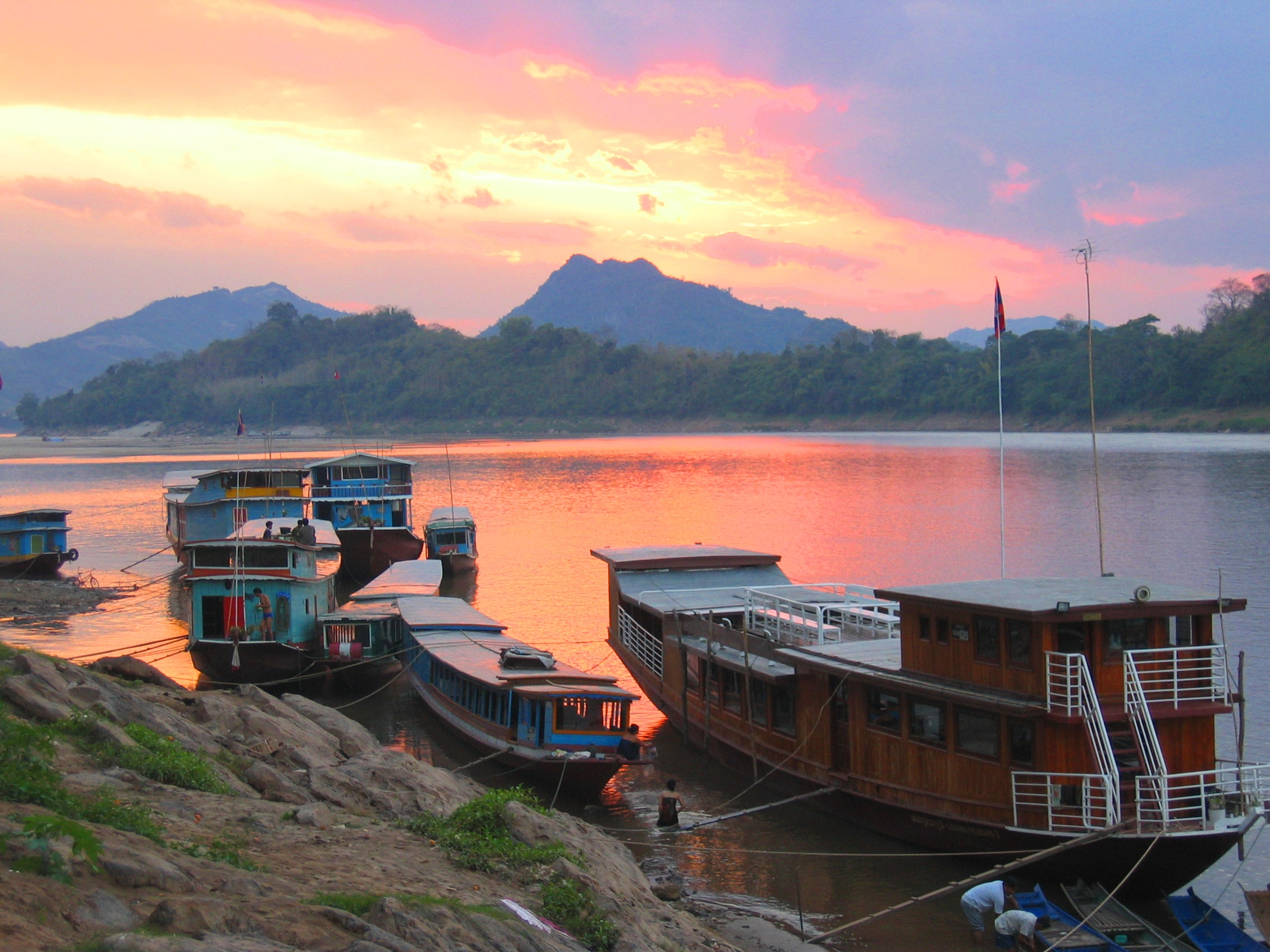
Ранок на річці Меконг

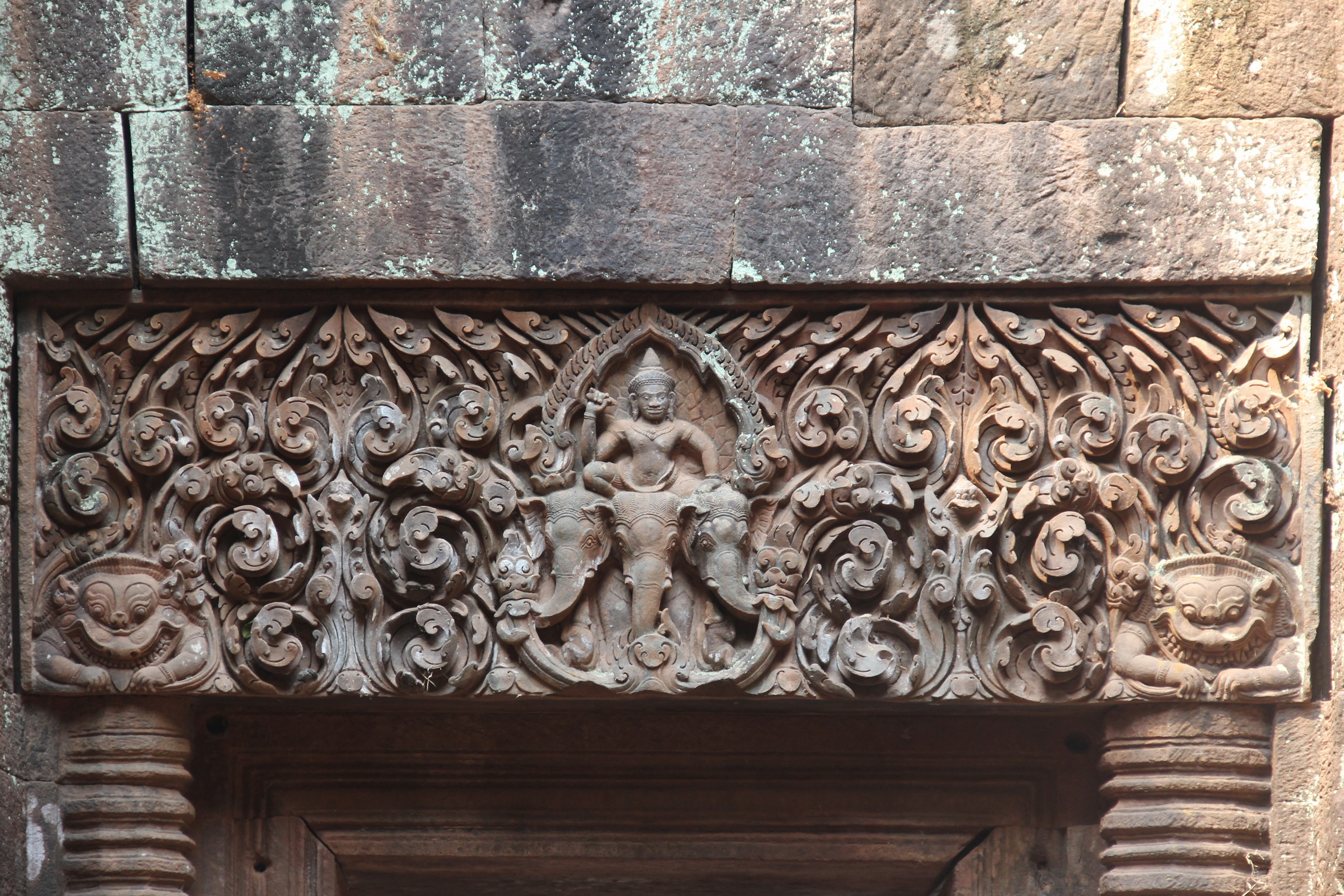
Різьблений одвірок храму Ват-Пху, Тямпасак

Лаос розвивав культуру і звичаї на суходольному перехресті торгівлі та міграції Південно-Східній Азії протягом тисячоріч. Станом на 2012 рік Лаос мав населення близько 6,4 мільйона на території понад 236,800 км2, тобто мав одну з найнижчих щільностей населення в Азії. При цьому Лаос офіційно налічує 47 національностей, поділених на 149 підгруп, і 80 різних мов. Національність Лао Лум протягом всієї історії країни становила етнічну й мовну більшість. У Південно-Східній Азії традиційна лаоська культура вважається є однією з індійських культур (разом з культурами Бірми, Таїланду і Камбоджі).
Лаос географічно ізольований і має гірський рельєф, обмежений Аннамськими горами на сході, які утворюють традиційний політичний та культурний кордон з В'єтнамом (яким має більш сіонітську культуру, сформовану під впливом Китаю). Значна частина західного кордону Лаосу формується по річці Меконг, яка була основним каналом внутрішньої торгівлі, попри обмежену прохідність вздовж довжини річки. До ХХ століття лаоські князівства і Королівство Лан Ксанг простягались до Сішуанбаньна (Китай), Сіпсонг Чау Тай (В'єтнам) і плато Корат (сьогодні на північному сході Таїланду), де річка використовувалася як транспортна артерія, яка поєднувала народи Лао на правому і лівому берегах. Однак політична історія Лаосу була ускладнена частими війнами і колоніальними захопленнями європейських та регіональних суперників. В результаті, Лаос сьогодні має культурний вплив Франції, Таїланду, Китаю, В'єтнаму, М'янми і Камбоджі. Національний характер Лаосу визначається різноманітністю в культурі та звичаях.

## Етнічна приналежність

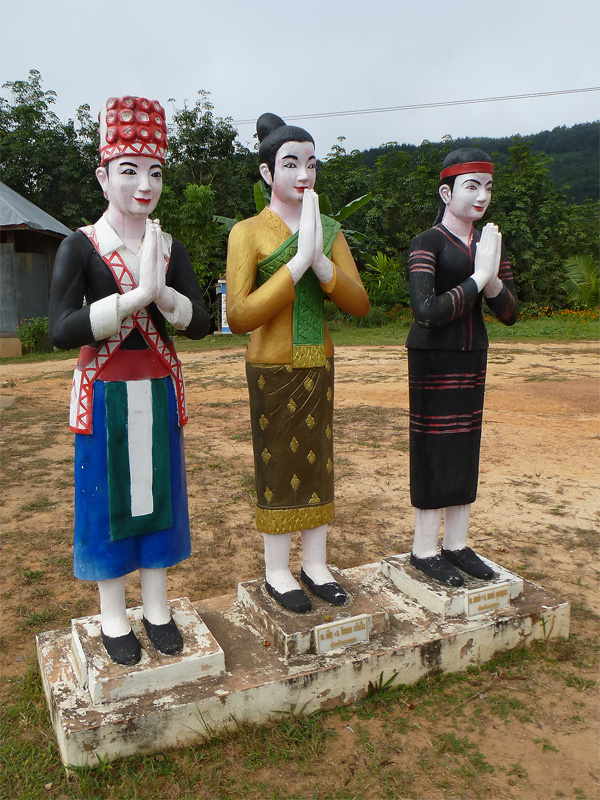
Зліва направо: Лао Сунг, Лао Лум, Лао Тхеунг

Лаоський уряд визнає 47 різних національностей, які додатково поділяються на 149 підгруп. При цьому суспільство Лаосу традиційно поділяється на три узагальнені групи на основі етнічної приналежності та місця розташування. Приблизно 50 % усього населення складають етнічні Лао (Лао Лум або Лао Тай); 10 % належать до категорії Лао Тхеунг або «Лао височини», які складені переважно монами або кхмерами; ще 34 % є Лао Сунг або «гірські Лао», яких також часто називають «гірськими племенами». Вони включають народності Хмонг, Яо (М'єн), Акха і Лаху. Лаос також є домом для значної громади в'єтнамців і китайців, які складають 6 %, що залишилися.

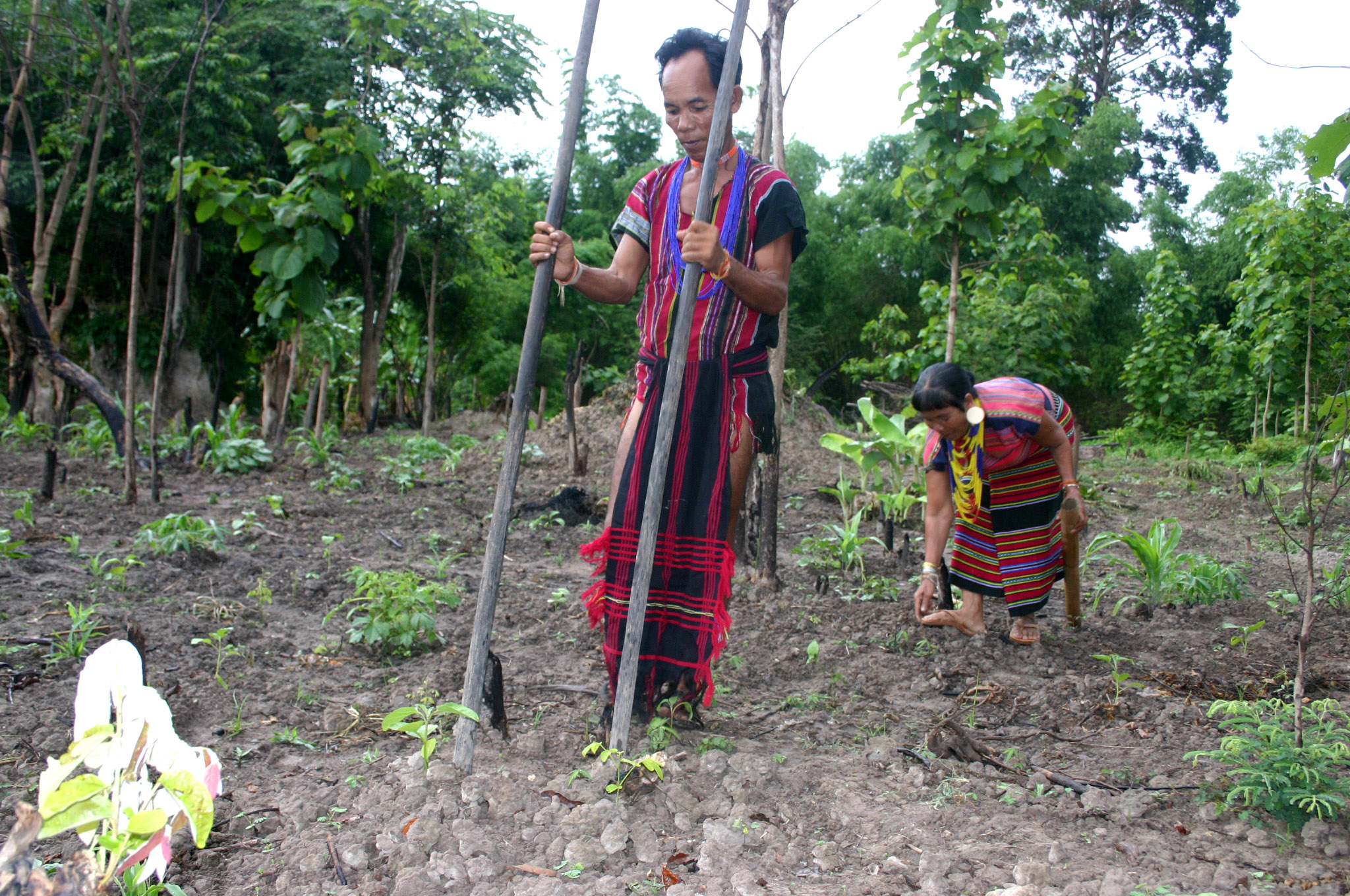
Подружжя народу брао займається сільським господарством

Антропологи вважають Лао Лум підкатегорією ширшої етнічної групи «таї», які мають спільні генетичну, лінгвістичну та культурну спадщини. Родина Таї включає лаосців та тайців, а також менші групи, які, як правило, відрізняються своїм традиційним одягом і включають Тай Дам (чорні тай), Тай Даєнг (червоні тай) і Тай Хао (білі тай). «Лаосці» позначає і етнічну приналежність, і національність. Ще одне ускладнення додає геополітична історія між Лаосом і Таїландом, адже, за оцінками, 19 мільйонів носіїв мови «Лао» проживають в північно-східній частині Таїланду (Тай Ісаан або Лао Тай) і лише 3 мільйони в Лаосі. Як наслідок, політика національної ідентичності відіграє важливу роль у визначенні Лао Лум. Лаоський уряд не робить відмінностей між суміжними групами по різні боки кордону і розглядає їх як такі, що мають спільну ідентичність, а уряд Таїланду в рамках процесу, відомого як «таїфікація», асимілював Лао, що живуть в Ісаані. Лао Лум визначають себе на основі місця розташування, сільськогосподарської практики, мови і релігії. Лао Лум займають долину Меконгу і культивують водяний рис, вони переважно сповідують буддизм Тгеравада, але мають сильний вплив синкретизму з традиційними анімістичними віруваннями.

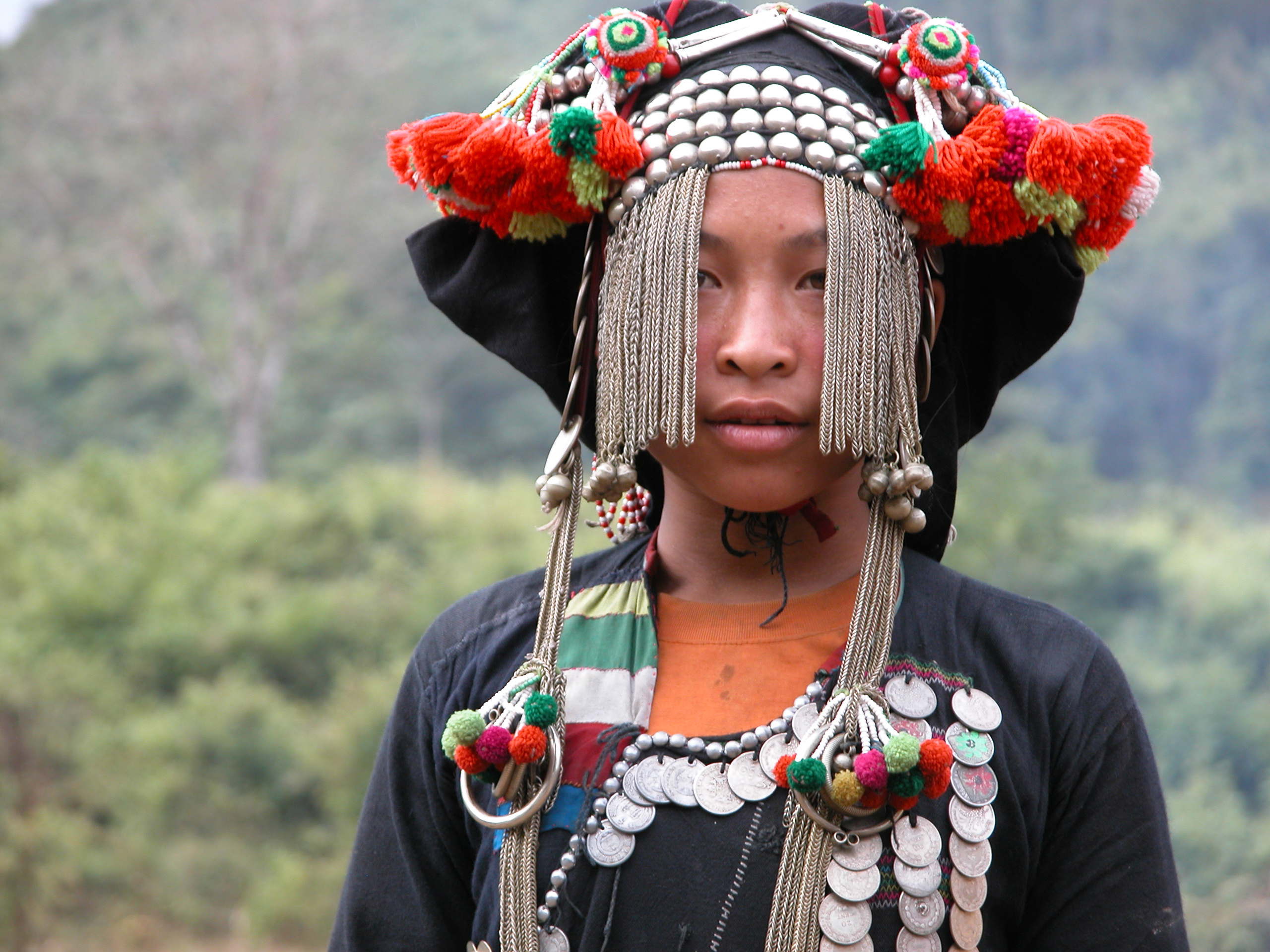
Дівчина народу Акха в традиційному одязі

Лао Тхеунг культурно відмінні і від Лао Лум, і від Лао Сунг. Лао Тхеунг, як правило, включають Мон-Кхмерські народи, які входять у число корінних народів долини басейну річки Меконг. Найчисленніша група (11 % або півмільйона населення) — це кхму. Також до Лао Тхеунг включають народи Катанг, Бру, Куї, Лавен, Мал, Пхай, Кату, Лаве, Нгае, Жех, Кхуен, Дженг, Алак, Ір, Кассенг, Кхлор, Акхеу, Бо, Халанг, Доан, Хунг, Сінг Мул, Кхуа, Арем, Біт, Тут (Чут), Маленг і Млабрі. Народи Лао Тхеунг відрізняються вирощуванням сухого рису і анімістичними віруваннями.
Лао Сунг, або так звані «гірські племена», є серед найбільш недавніх масових міграцій населення у Лаос; вони переселилися сюди у XIX столітті з Південного Китаю та В'єтнаму. Хмонги є найчисленнішою групою, яка, як правило, поділяється на підгрупи на основі традиційного одягу, а саме на білих, червоних, чорних і смугастих хмонгів. Яо (М'єн і Лу М'єн) є іншою великою групою Лао Сунг, і виділяються поєднанням даоських божеств з анімістичними віруваннями. Інші групи Лао Сунг включають Акхаа, Кау, Лаху, Кадуо, Лісу, Хані, Пхана, Сі-Ла і Кадо. Чоловіків з Лао Сунг багато вербували США та їхні союзники під час воєн проти комуністів у 1960-х. За оцінками, не менше 10 % всіх Лао і 50 % Лао Сунг втекло після комуністичного перевороту в Лаосі в 1975 році і протягом наступного десятиліття. Лао Сунг, які залишилися, були під наглядом уряду з огляду на збройні конфлікти низької інтенсивності, які тривали відтоді. Великі громади хмонгів зосереджені у США та Франції. Лао Сунг зазвичай ідентифікують за мовою, сухим вирощуванням рису, підсічно-вогневим землеробством, традиційним виробництвом опіуму і анімистічними віруваннями.

## Мова
Зафіксовано понад 90 різних мов, якими говорять різні етнічні групи населення Лаосу. Лао, офіційна мова Лаосу, — це мова, заснована на односкладовому тоні, з тай-кадайскої сім'ї, якою розмовляють у В'єнтьяні. Мовою розмовляють 9 мільйонів Лао у Таїланді і 3 млн. в Лаосі, що є відображенням геополітичної історії. Лао може бути додатково розділена на регіональні діалекти, включаючи в'єнтьянський, північний, північно-східний, центральний і південний. Північними діалектами розмовляють у Сайнябулі, Бокеу, Пхонгсалі, Луанг Нам Тха, Удомсай і Луанґпхабанґ. Північно-східною лаоською розмовляють переважно в Сіангкхуанг і Хуапхан. Центральною лаоською розмовляють у Кхаммуані і Болікхамсай. Південне наріччя використовується в Тямпасак, Сараван, Саваннакхет, Аттапи і Секонг.
Як частина тай-кадайскої мовної сім'ї, тайська схожа на лаоську, з деякими відмінностями. Лао має шість тонів, а тайська Бангкоку — п'ять; стандартна лексика, граматика, вживання і вимови теж різні. Ці дві мови не є взаємно зрозумілими, хоча носії лаоської, як правило, більш легко починають розуміти тайську, ніж навпаки, з огляду на домінування тайської радіо та ЗМІ у і навколо Лаосу.
Інші великі мовні сім'ї включають австроазійські мови, якими говорять Мон-Кхмерські народи (Лао Тхеунг), Хмонг-М'єн і бірмо-тибетські (Лао-Сунг). Китайською та в'єтнамською розмовляють відповідні етнічні громади.
Серед західних мов французьку широко розуміє літнє (постколоніальне) покоління, і вона досі обмежено використовується у науковому та офіційному листуванні. Англійська швидко поширюється як мова бізнесу і туризму і витісняє французьку серед молодого покоління як неофіційна друга мова.

## Релігія

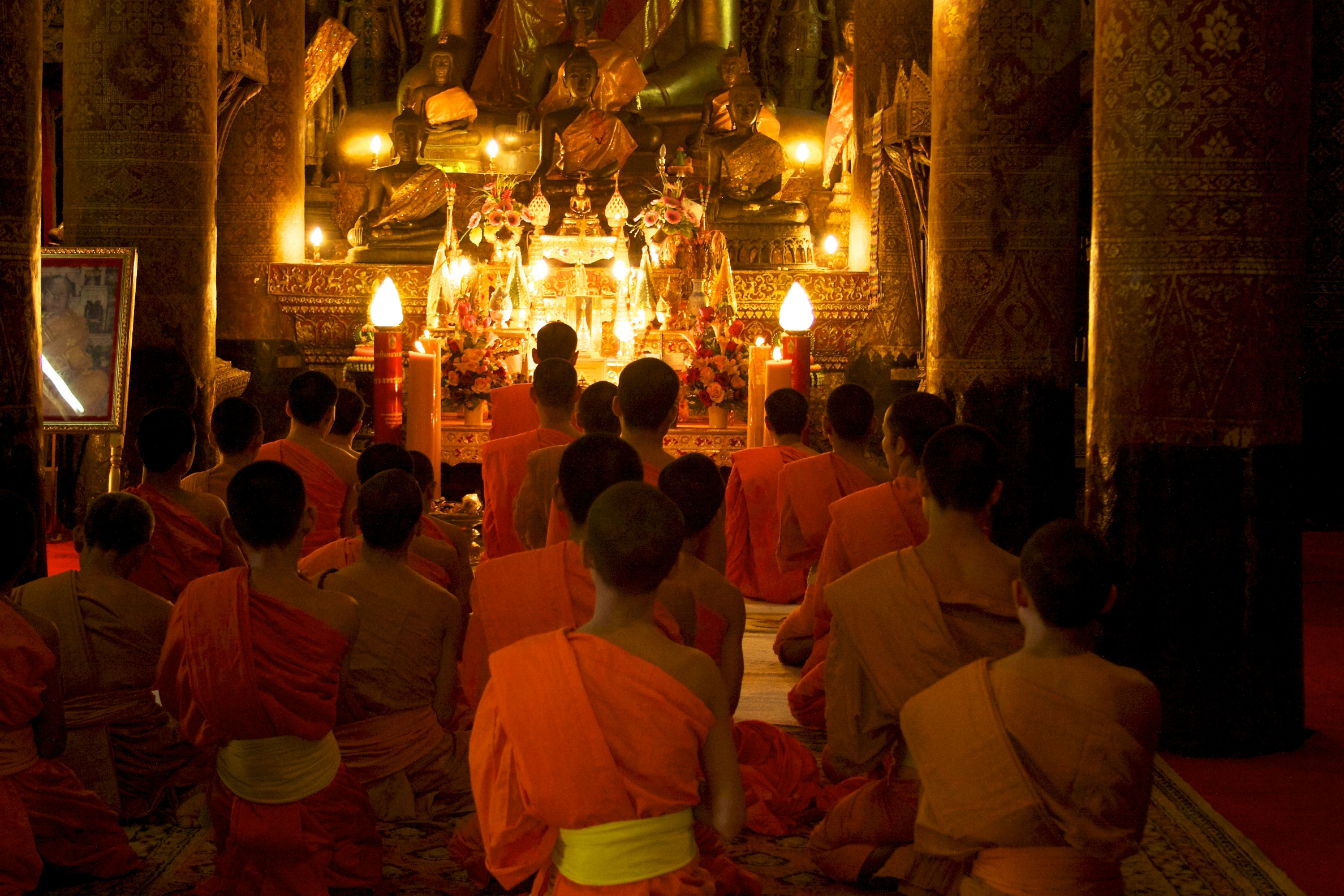
Ченці зібралися на вечірню молитву

Серед населення Лаосу приблизно 60% сповідує буддизм Тгеравада, поширення якого грубо падає уздовж етнічних ліній, і більшість практикуючих належить до Лао Лум. Решта переважно дотримується анімізму, підтримуючи свої унікальні національні традиції і звичаї. Навіть серед Лао Лум досить широко розповсюджений синкретизм, і більшість Лао визнають традиційні анімістичні вірування під назвою Сатсана Пхі. Інші релігії сповідуються меншістю, включаючи іслам і християнство, і охоплюють в сукупності менше 2% населення.

### Буддизм
Буддизм Тгеравада є центральним для культурної ідентичності Лао. Національний символ Лаосу — це  ступа Тхат-Луанг з пірамідальною базою, увінчана скульптурою закритого лотоса, яка була побудована, щоб захистити реліквії Будди. Храм перебудовували кілька разів з часу створення в тринадцятому столітті Кхмерами, з найбільшим розширенням у часи короля Сеттхатхіратха в 1500-х роках в рамках загальнонаціональної кампанії з будівництва.
Традиційно в Лаосі чоловіки стають послушниками в якийсь момент в їхньому житті, що дає їм можливість отримати освіту і релігійні пунья (заслуги). Лаос також має дещо незвичайне переконання для буддійських країн, що пунья може бути передана між людьми, тому син або дочка можуть заробити їх для батьків при тимчасовому вступі в монастир. Миряни повинні годувати і доглядати за ченцями в їх місцевій громаді; ранкова хода ченців (так бат) збирає пожертви. Ченці зрікаються матеріальних благ і роботи, тому громада і монастир (Ват) пов'язані взаємодоповнюючими відносинами.

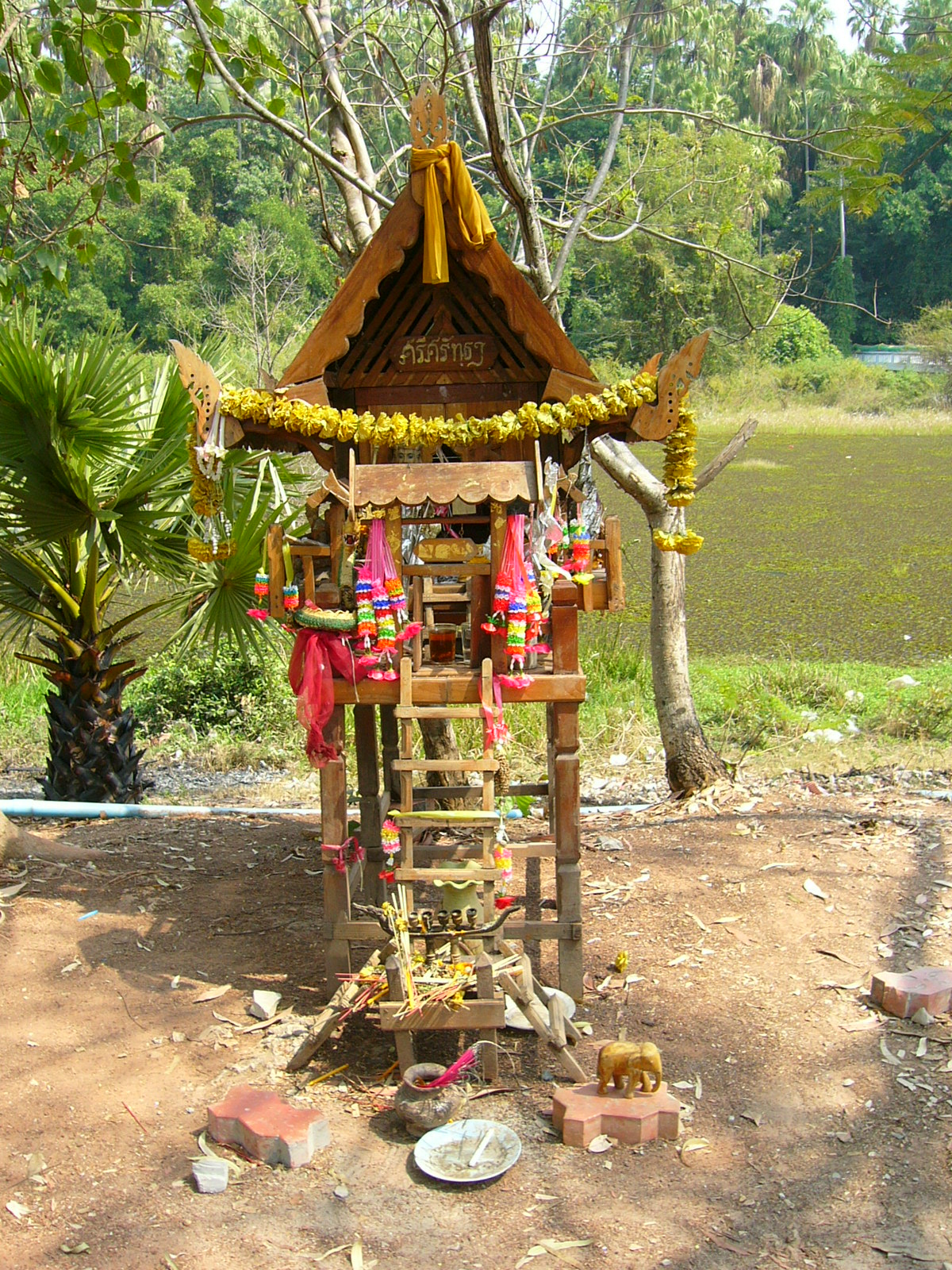
Традиційний будиночок духів

### Анімізм
Анімістичні традиції в Лаосі теж дуже сильні, і віра у традиційних духів є чинником культурного зв'язку між Лао Лум, Лао Тхеунг і Лао Сунг, хоча такі вірування строго організовані у відповідності з місцевими традиціями.
Колективно лаоська віра в духів називається Сатсана Пхі. Пхі — це духи будівель або територій, природних місць або явищ; вони є також духами роду, які охороняють людей, або можуть також включати злі духи. Пхі, які є божествами-охоронцями місця або міст, вшановуються на фестивалях з загальними зборами й пожертвуванням харчових продуктів. Багато лаосців такою мають будинок духів на їх ділянці або поруч, що є важливим народним звичаєм, використовуваним для забезпечення балансу з природним і надприродним світом.
Пхі, як вважається, впливають на природні явища, включно з людськими хворобами, а тому звернення до Пхі стало важливою частиною ідентичності Лао та їх релігійного здоров'я протягом тисячоліть. Астрологія також є важливою частиною для розуміння природних і духовних світів, і стала важливим культурним засобом підтримання соціальних табу і звичаїв.
Традиційно Лао Лум також вірили, що давні міфічні змії (ngueak) мешкають у великих водних шляхах, вирізаючи берегові лінії і захищаючи ключові точки вздовж берегів річок чи інших водойм. Найбільш рання відома назва річки Меконг була Nam Nyai Ngu Luang або «Велика річка гігантського змія». Ngueak, і наги, що були «інкорпоровані» буддизмом, як вважається, приносять дощі, або змінюють форму, а наги зокрема, вважалися духами-захисниками, що населяли міста В'єнтьян і Луанґпхабанґ у Лансанг. Наги збереглися як спільні мотиви не тільки в міфах і легендах, але і у орнаментах лаоських храмів, і шовкових тканин. З плином часу наги стали потужним символом Королівства Лан Ксанг.

## Звичаї
Лаоські соціальні структури порівняно простіші, ніж в сусідніх Камбоджі чи Таїланді, що є наслідком етнічного розмаїття Лаосу. Групи Лао Тхеунг і Лао Сунг були поза традиційними класовими структурами, але разом складали більшу частину населення.
Традиційно король був на вершині світської і релігійної влади, будучи одночасно головою санґги і носієм влади саксіт в анімістичних віруваннях. Решту населення очолював клас дворянства. Не було сильних кастових правил, як у Таїланді з сакді-на або культурах кхмерів. За межами соціальної структури перебувало духовенство Тгеравади, які користувались повагою незалежно від класу. Те, що більшість чоловіків ставали ченцями в якийсь момент свого життя, надавало маршрут для соціальної мобільності і доступ до формальної освіти.
Після того, як король Лаосу був повалений 1975 року, з'явилися перші спроби зменшити значущість монархії і замінити або змінити багато релігійних традицій і свят. Останніми роками спостерігається відновлення інтересу до монархії з націоналістичної точки зору, подібно до моделі в Китаї з 1990-х років. Соціалістична революція теоретично поклала кінець класовим відмінностям в Лаосі, але в реальності просто перевела традиційні структури на інший набір еліти. Лаоська санґга також відновила свою традиційну роль і статус в лаоському суспільстві.

### Соціальний етикет

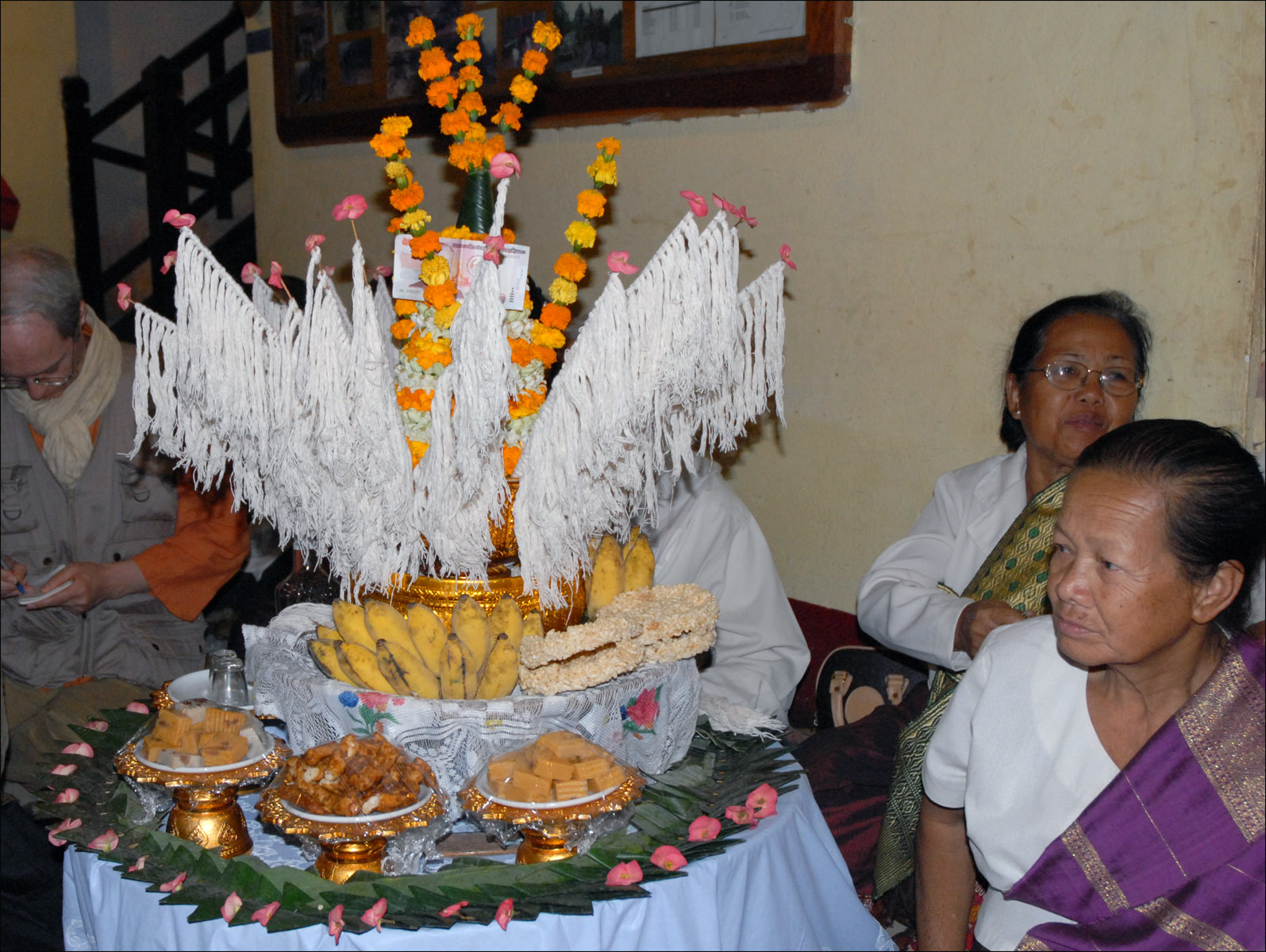
Бачі Сукхуан

Лаоський соціальний статус робить акцент на повагу до старших, релігійні образи і духовенство, сімейну та сільську владу і буддійську концепцію дгарми, яка підкреслює особистий моральний обов'язок. Буддійські принципи заохочують стоїчну байдужість і тиху стійкість у вирішенні розбіжностей. Однак лаосці також мають поняття муан або "щасливе задоволення", яке заохочує не сприймати дії занадто серйозно або діяти надто швидко.
Сім'я є основою соціальної взаємодії, і тому серед лаосців поширено звертатися одне до одного, використовуючи сімейні однокореневі слова, такі як "сестра, брат, тітка або дядько" без фактичної спорідненості з цією людиною. Дружба поділяється між двома категоріями, moo linh — "друзі по грі", тобто знайомі, та moo tai — "друзі по смерті", які розглядаються як родина. Не є незвичайним для мо-тай з'являтися без запрошення для тривалого перебування або ділитися особистими речами. Особистий зоровий контакт є найбільш ввічливим, а західні поняття запрошень і листування розглядаються як іноземні.
Традиційні лаосці консервативні щодо своєї зовнішності і особистого простору, а також чутливі до фізичного контакту. Голова вважається священною, а ліва рука і ноги ритуально нечистим. Згідно з соціальним статусом очікується, що молоді люди злегка нахиляють або тримають голову нижче, ніж старійшини і духовенство. За винятком стосунків батьки-дитина вважається принизливим торкатися голови людини. Вказувати на когось рукою або пальцями теж образливо, тим більше під час сварки. Позиціонування ноги дуже важливе; ноги ніколи не повинні вказувати у бік зображення Будди, членів духовенства або старійшин. Взуття потрібно завжди знімати при вході в храм або будинок лаосця, інше є образливим.
Типовий лаоський жест привітання — ноп (nop), який схожий за змістом на вай в Таїланді або сату в Камбоджі, і базується на індійському жесті Анджалі Мудр'я (Añjali Mudrā). У жесті ноп руки складені разом вертикально в молитовному положенні, з кінчиками пальців під носом і злегка опущеним вниз поглядом. Ноп часто супроводжується привітанням "міцного здоров'я (тобі)" (sabaidee) і вважається ввічливе звернення до членів вищого соціального статусу.
Особлива соціальна увага приділяється ченцям і релігійним предметам. Дотик до зображення Будди або анімістичного храму є завжди образливим. Зазвичай, коли до лаосців наближається чернець, вони складають руки у привітанні ноп і стають на коліна. З поваги до чернечих обітниць жінки не можуть торкатися монаха, його вбрання чи прямо що-небудь давати ченцеві; у багатьох випадках чоловік — друг або член сім'ї — виступатимуть посередником, а якщо їх немає, жінка використає таріль або інший предмет, який потім кладе на землю для використання ченцем. Однак співчуття є керівним принципом такої взаємодії та чернець може самостійно визначати виключення.
Лаоський соціальний етикет надзвичайно складний і часто непомітний для нелаосця. У минулому випускали книги поведінки (dtumla), які ретельно пояснювали соціальні взаємодії, строки та які заходи повинні здійснюватися в ключові моменти.

## Література

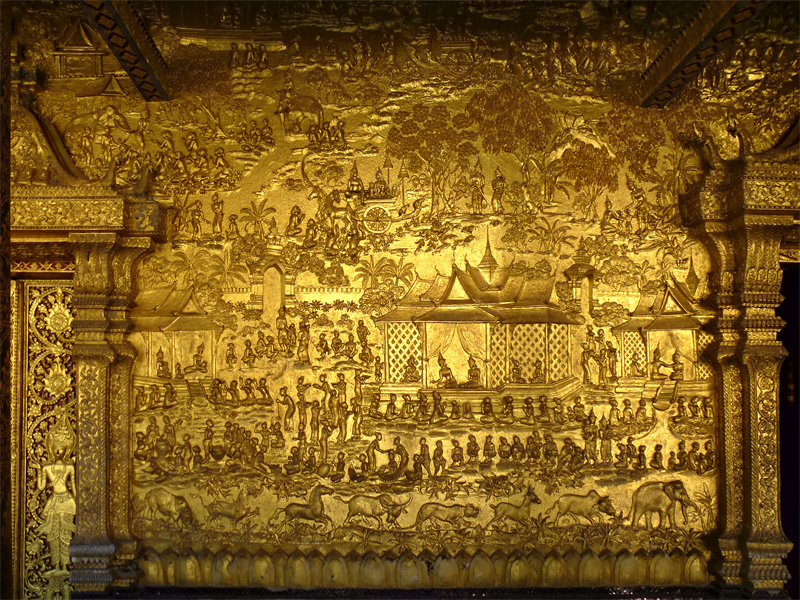
Сцена з твору "Принц Вессантара Джатака". Барельєф на позолоченому дереві, храм Ват Май у Луанґпхабанґ

### Бачі Сукхуан
Бачі — національний народний ритуал Лаосу і Лао Лум. Ця анімістична церемонія є частиною Сатсана Пхі і використовується для всіх основних соціальних і життєвих подій. Лаосці вірять, що душа складається з 32 компонентів, які можуть стати незбалансованим. Бачі зміцнює душу і спільноту, і включає всіх, що зібралися, у молитву і добрі побажання, які символізуються шовковими або бавовняними нитками, що зав'язуються навколо зап'ястя.

## Мистецтво
Лаос пережив кілька великих воєн і окупацій починаючи з XVIII століття. Він також має сумнівну честь бути країною, яку найсильніше бомбардували, в світі, в результаті воєн проти комуністичної революції в Лаосі, В'єтнамі та Камбоджі у 1960-х і 1970-х рр. Також мали свій вплив роки економічної ізоляції, постійна бідність та міжнародна легальна та нелегальна торгівля предметами старожитності. Як наслідок, значна частина традиційного мистецтва і архітектури Лаосу була розграбована, продана, знищена або їй було завдано значної шкоди за останні три століття.
Перші спроби щодо збереження за межами локальних ватів (монастирів) включають працю французьких учених, що працювали на початку 1900-х для Французького інституту Далекого Сходу, і працю князя Пхетсарата (Phetsarath) в 1950-х роках як частини раннього націоналістичного руху. Міжнародним неурядовим організаціям, спрямованим на збереження культурної спадщини, було дозволено діяти в країні з початку 1990-х років. Більшість культурної спадщини Лаосу зберігається або захищена в монастирях по всій країні. Музеїв мало; Хо Пхра Кео у В'єнтьяні і Королівський палац-музей в Луанґпхабанґу вміщують більшу частину решти лаоського мистецтва і об'єктів культурного значення.

### Ткацтво

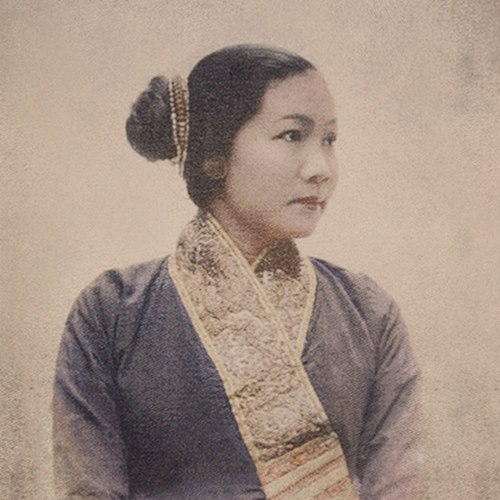
Лаоська принцеса у вбранні з золотою вишивкою

Ткацтво є домінуючою формою художнього вираження культури в Лаосі, воно є загальним для всіх народностей і найширше визнаним культурним експортом. Лаоські матері часто передають ткацьку майстерність дочкам як знак досягнення права на шлюб. Патерни, методи і кольори є різними в залежності від регіону або етнічної групи.
Жінки традиційно вирощують шовковичних черв'яків на постійній дієті з листя шовковиці, а шовк тчуть на ручних верстатах на півночі або (рідше) на ножних верстатах на півдні. Для кожного регіону і етнічної групи є свої власні традиційні техніки ткацтва. На півдні ткацтво характеризується хитромудрими візерунками слонів, храмів, мотивів під впливом кхмерів і мають складні бісероплетіння. На північному сході використовують шовк-сирець і бавовну, і пофарбований шовк-сирець, знаний як matmii або ікат. У центральній частині Лаосу, уздовж річки Меконгу, поширені розфарбування шовку натуральним барвником індиго і діамантовим візерунком, яким символізує захисну луску міфічного нага. В колишньому королівському місті Луанґпхабанґ збереглася традиція вишивки з допомогою тонких золотих і срібних ниток. Мистецтво передавалося від матері до дочки, а візерунки та твори додатково прикрашали з кожним поколінням.

### Скульптура

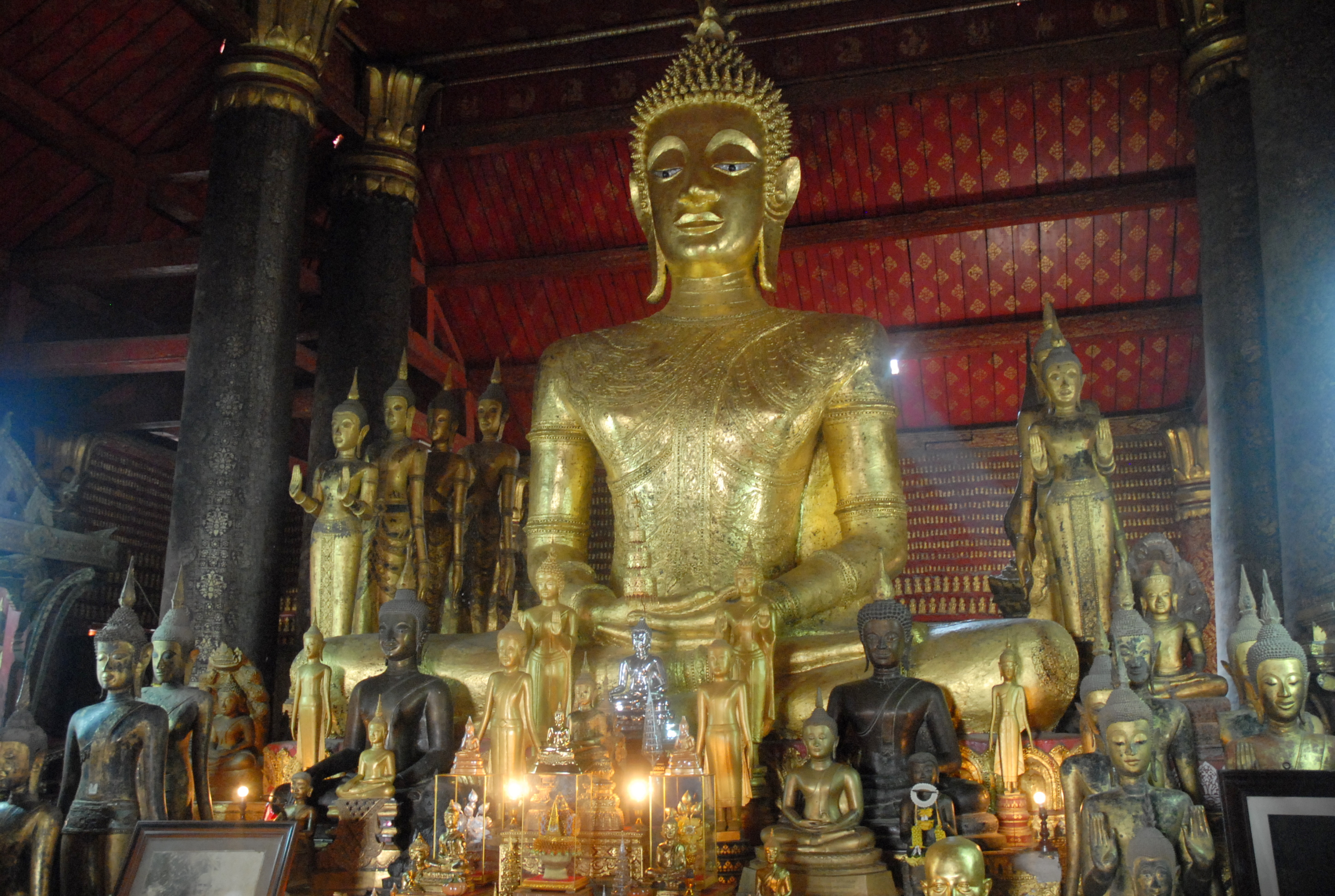
Бронзові скульптури Будди, Ват Май, Луанґпхабанґ

Буддійські мотиви домінують у лаоському декоративному мистецтві, а скульптура є однією з найвидатніших форм традиційного лаоського мистецтва. Скульптури Будди традиційно відливали з бронзи, срібла, золота або особливого сплава золота і срібла (тхонг). Дерев'яні зображення Будди, які робили люди, що шукали заслуги, поширені на місцевому сільському рівні. Скульптури відповідають звичайним формам і мудрам, поширеним у частині Південно-Східної Азії, яка сповідує Тгераваду, але дві форми вирізняються лаоським походженням. Найпоширенішою формою є статуя Будди, що стоїть у мудрі «закликання дощу», з руками по боках і схиленими до низу, і  вбранням, симетричним з обох сторін. Інше, рідкісніше, лаоське зображення Будди також у стоячому положенні, з руками, схрещеними попереду у зап'ястях у мудрі «розмірковування». Ці образи беруть свій початок в шістнадцятому столітті і характеризуються видовженішими рисами обличчя, тоншими і більше орлиними носами.

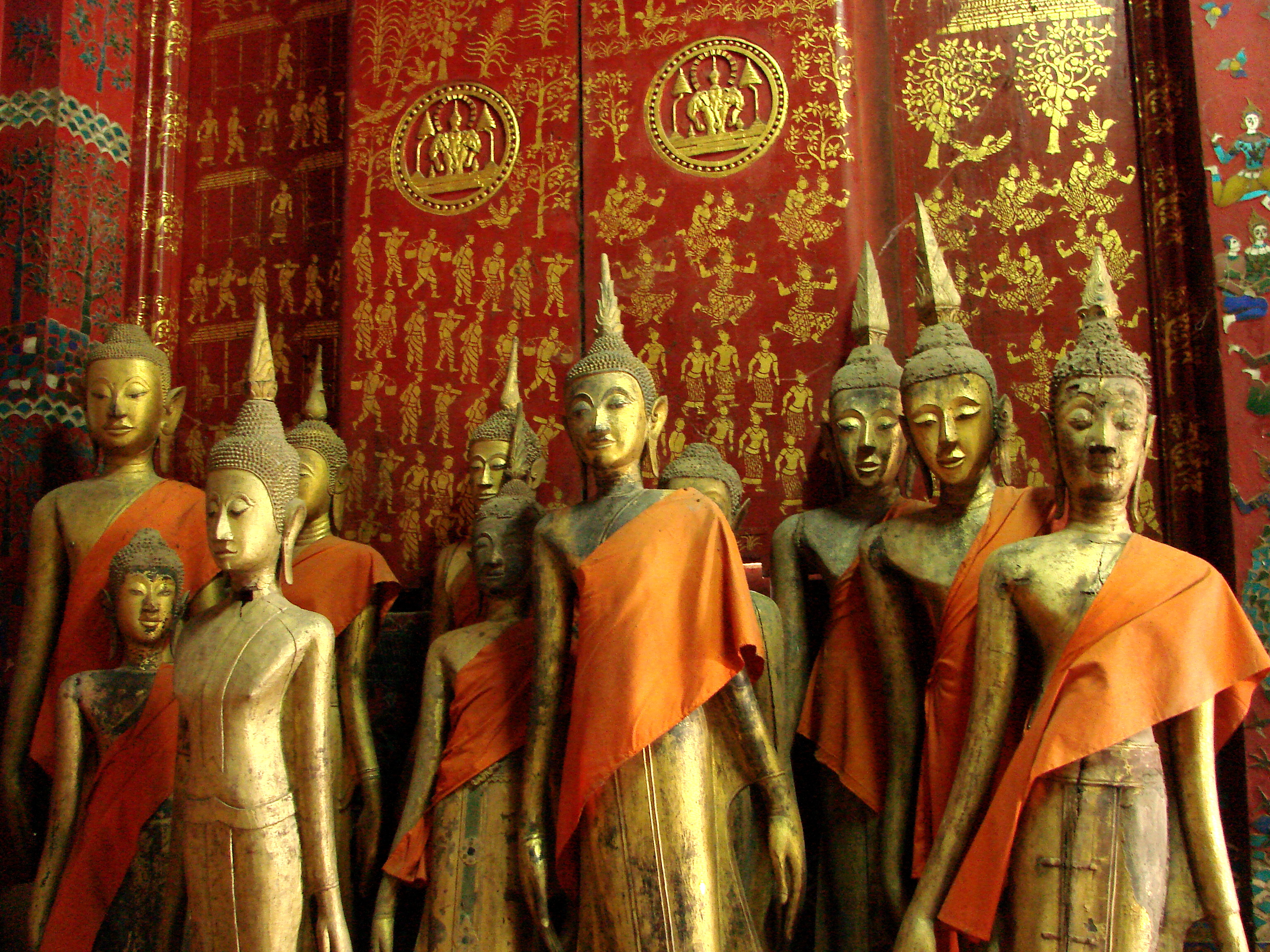
Лаоські дерев'яні скульптури Будди у позі «закликання дощу»

Найбільш культурно і релігійно значущою скульптурою Лаосу сьогодні є Пха Банґ, золота статуя, з якої місто Луанґпхабанґ бере свою назву. За легендою, Пха Банґ був вилитий на Цейлоні, переданий до Кхмерської імперії, а потім приїхав на північ у Лансанг на прохання кхмерської королеви Фангуму. Інші історично значущі зображення Будди включають колосальні бронзові зображення Будди у Ват Онг Теу і Ват Манором. Зображення меншого розміру також зустрічаються в Хо Пхра Кеоі  і у Ват Сісакет (В'єнтьян) або в численних храмів Ват Вісун у Луанґпхабанґ. Ці зображення Будди були зроблені в Лаосі і демонструють багато ознак традиційної майстерності.
Ряд значущих зображень Будди лаоської історії були загублені, вивезені або викрадені в ході конфліктів дев'ятнадцятого і двадцятого століття. Найбільш значущим є «Смарагдовий Будда», або Пха Кео, який зараз знаходиться у Великому палаці Бангкоку, як палладій Таїланду. Аналогічно Пха Пхутта Бутсаварат, або «Кришталевий Будда», був палладієм Королівства Тямпасак і був доставлений в Бангкок в дев'ятнадцятому столітті. Деякі інші важливі образи, які походять з Королівства Ланна, були доставлені в Лаос королем Сеттхатхіратом (який недовго був царем Ланни) в шістнадцятому столітті. Ці зображення були створені для кожної з його дочок з чистого золота, і включають Пха Сае Кхам (розташоване у Ват Пхо Чай у Нонг-Кхай, Таїланд), Пха Сеум (розташоване у Ват Патум Ванарам, Бангкок, Таїланд) і Пха Сук. Ці зображення були вивезені тайською армією в дев'ятнадцятому столітті в Ісан і, в кінцевому підсумку, відправлені в Бангкок. За іронією долі, Пха Сук або «щасливий Будда», потонув у річці Меконг під час шторму, який стався при транспортуванні. Ця історія відображена у муралах Ват Пхо Чай. Пха Лао Тхеп Німіт — це ще один чудовий приклад лаоської скульптури, який зараз перебуває у Таїланді (провінція Амнат Чарен). Інші комплекти королівських зображень Будди були повністю втрачені в епоху французького колоніалізму. Багато з них були продані або вивезені як сувеніри, ряд королівських зображень були втрачені 1910 р., коли французька канонерка «La Grandiere» затонула з ними у річці Меконг на шляху до Паризької виставки.

### Деревообробка

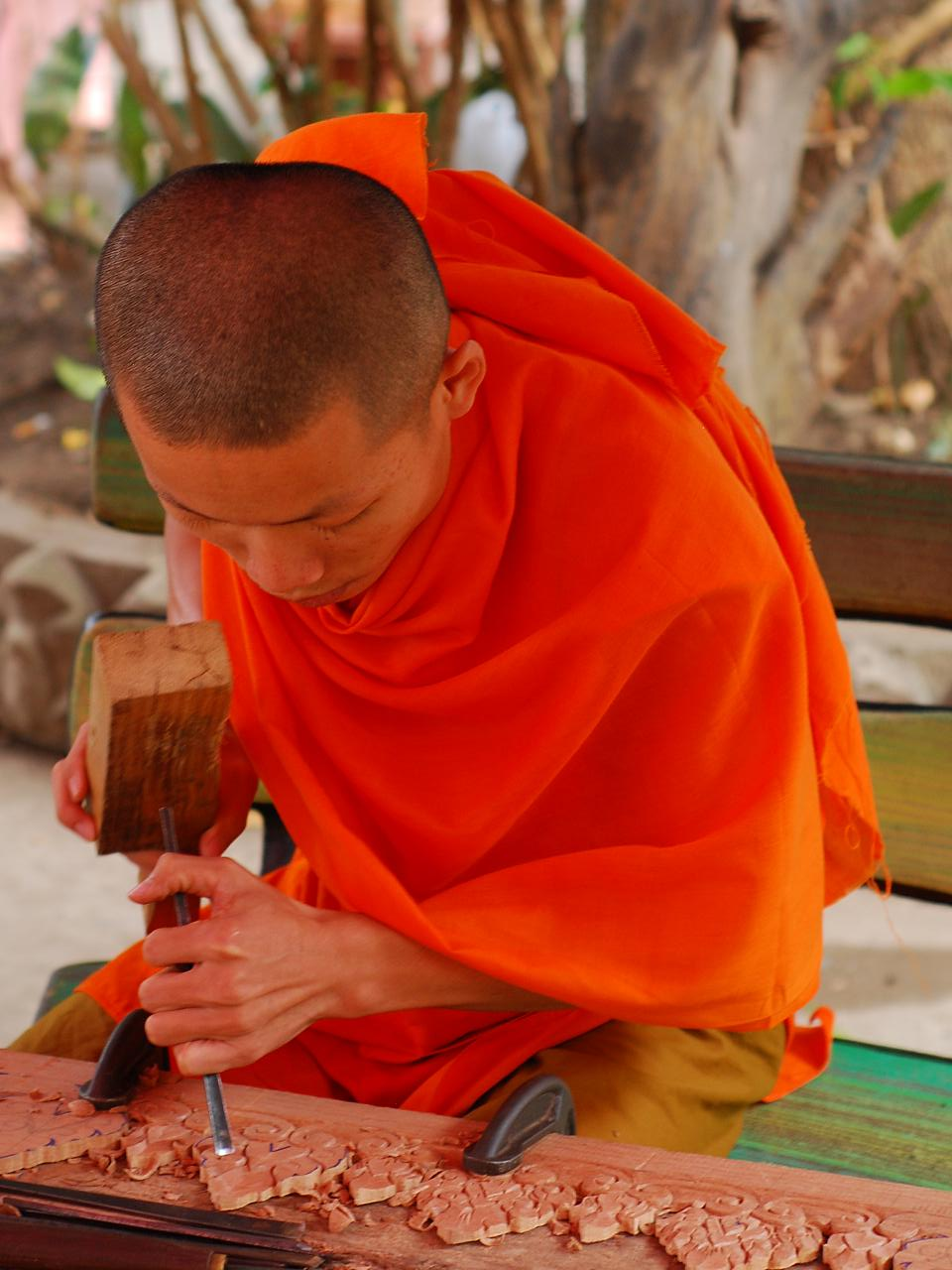
Лаоський чернець вирізьблює дерев'яну деталь храма

Лаос має історію витонченої майстерності по дереву. Традиційно використовувані в храмах, сьогодні в багатьох будинках і урядових будівлях можна побачити кілька багато різьблених елементів. Серед приватних колекцій еліти, багатіїв або у Королівській колекції Палацу-музею в Луанґпхабанґ можна побачити багато різьблені меблі, носилки на слонів, річкові баржі і похоронні вози.
Перші детальні європейські описи досліджень Лаосу в XVI столітті описували витончені барельєфи, розташовані у храмах і палацах. Серед найвидатніших прикладів ремесла є розташовані вздовж фриза храму Ват Май, і різьблення королівської поховальної каплиці в Ват Сіенг Тхонг в Луанґпхабанґ.
Народна різьба по дереву також вельми популярна; вотивні зображення Будди є найпоширенішою формою, а анімістичні тотеми були знайдені на всій території розселення Лао Тхеунг та Лао Сунг.

### Вироби побутового вжитку
Лаоське мистецтво виробів з золота і срібла знову зростає, а його найвищою точкою вважається Лансанг XVII століття. Вироби зі срібла особливо цінуються і популярні серед етнічних меншин, включаючи хмонгів і яо, і їх можна зустріти як популярні елементи традиційного одягу одружених жінок.
Лаос виробляє ряд предметів народного промислу, які використовують плетіння з бамбука та інші видів рослин. Традиційно лаосці використовують вигадливо сплетені циновки з бамбука в будинках і храмах, хоча велика частина мистецтва була втрачена внаслідок доступності і довговічності пластикових замінників. Плетіння є досить поширеним і традиційно присутнє у різних формах побутового кухонного обладнання, або навіть в будинку, де дах з листа бамбука як і раніше широко використовується.
Тутове листя, яке не використовується для вирощування шовковичних черв'яків, часто використовується для виробництва паперу саа. Саа — це традиційна форма мистецтва, яка була включена в цілий ряд виробів для туристичної індустрії навколо Луанґпхабанґ.

## Архітектура

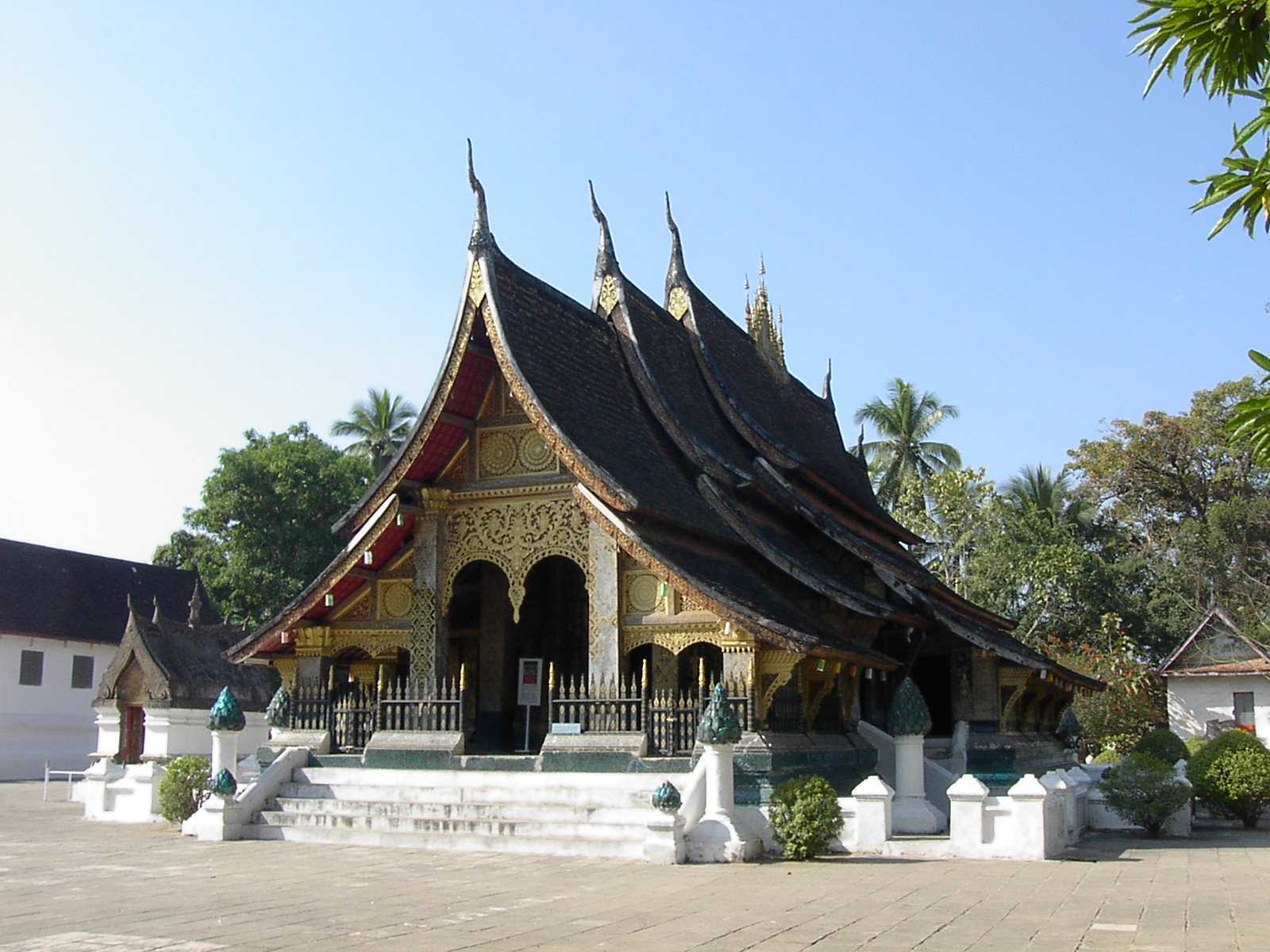
Ват Сіенг Тхонг, Луанґпхабанґ

Лаос має 21 % міської концентрації, але більшість населення є сільським. Найбільшим містом є столиця В'єнтьян (бл. 500 000 населення). Рівень урбанізації в Лаосі зростає, але є значно нижчим, ніж у будь-якій із сусідніх країн — В'єтнамі, Таїланді або Камбоджі.
Стародавня столиця Лансанг, на місці якої розташована сучасна столиця В'єнтьян, була повністю зруйнована в результаті Повстання Аннувонг 1820-х років. У складі Французького Індокитаю древня столиця була відновлена як свідома політична заява до лаосців і тайців від західної влади і легітимності. Французька програма будівництва стосувалась також  Луанґпхабанґ, Саваннакхет, Сіангкхуанг і Паксе. Багато будівель французької колоніальної епохи можна досі побачити в лаоських містах по всій країні.
Більшість лаосців живе в селищах, які групуються навколо храму (вату). Традиційні лаоські будинки (хеуан) прості, часто повністю виготовлені з плетеної бамбукової соломи або дерева, з кількома кімнатами. Будинки будувалися на опорах або палях, щоб забезпечити вентиляцію і захист, ця практика стала важливою культурною відзнакою. Згідно з легендою, перший мирний договір між королем Фангумом і Дайв'єт встановив, що землі лао починаються там, де річки і струмки живлять річку Меконг і люди живуть у будинках, побудованих на палях. Багато сучасних будинків мають ознаки західного, тайського, китайського і в'єтнамського впливу. Використання бетону, стукко, цегли та плитки поширене у спорудах, починаючи з 1940-х років.

### Релігійна архітектура

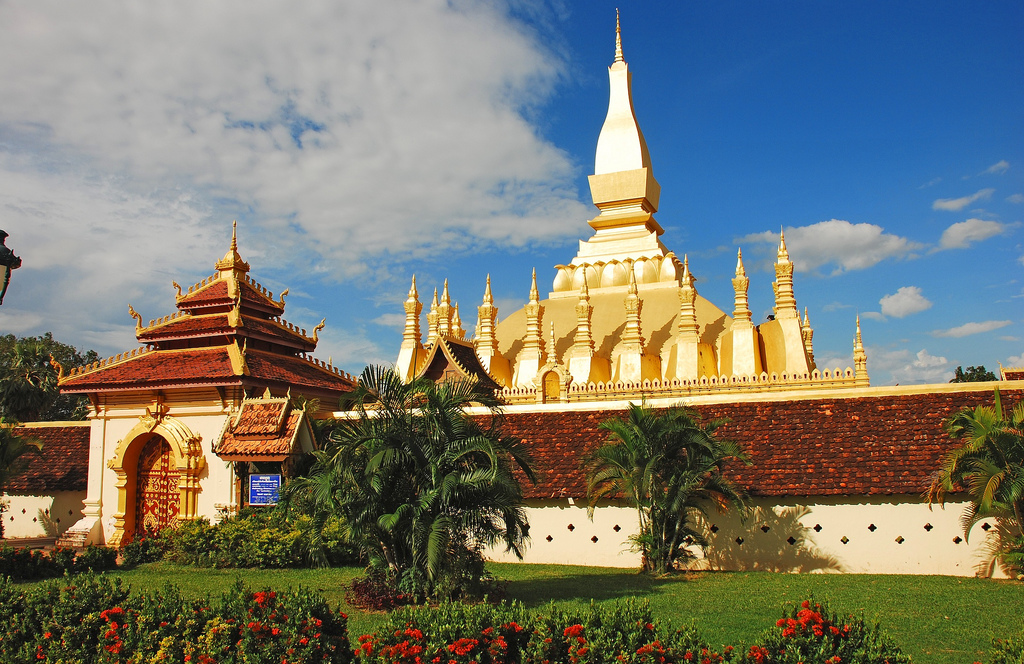
Тхат Луанг, В'єнтьян

Оскільки Лаос є релігійною буддійською країною, ступи і храми є найбільш культурно значущими будівлями. Лаоська архітектура пережила золоту добу в шістнадцятому і сімнадцятому століттях, коли безліч будівель культурного значення були збудовані за кошти королів Вісуна, Потісарата І і Сеттхатхірата. Найбільш значні будівлі включають національний символ Тхат Луанг (важлива ступа для буддійського паломництва), Хо Пха Кео (в якому раніше розташовувався Смарагдовий Будда), Ват Сакет (який був побудований королем Аннувонгом у стилі Бангкоку і був врятований від знищення в 1820-х роках) і Ват Сіенг Тхонг (який був побудований в 1560 році, коли столиця Лансанг була перенесена в В'єнтьян).
У Лаосі існує три різних типи храмового будівництва залежно від регіону і віку храму. Храмовий стиль Луанґпхабанґ найкраще демонструє Ват Сіенг Тхонг, який має низький широкий багатоярусний дах. Храмовий стиль В'єнтьян характеризується відкритою верандою і нависаючим багаторівневим дахом (рівні мають символічне значення як рівні буддійської космології), увінчаним різьбленими нагами на піку кожного рівня даху. Нарешті храмовий стиль Сіангкхуанг, що зараз є найрідкіснішим внаслідок масштабних бойових дій, які відбувалися в регіоні протягом Лаоської громадянської війни. Цей стиль схожий на стиль Луанґпхабанґ, але відрізняється ширшою і високою платформою з меншим орнаментом, ніж в інших стилях.
Лаоські ступи також мають чітко виражений характер. Найвідомішою є Тхат Луанг, але вартими уваги є Тхат Пханом в Ісаані, Таїланд, Тхат Дам у В'єнтьяні і Тхат Сікхоттабонг (Тхат Інг Ханг) у Тхакхеку. Лаоські ступи характеризуються пірамідальною базою з висхідно-похилим шпилем, який є подовженим для зображення закритої квітки лотоса. Ступи є значними місцями буддійського паломництва, і зазвичай збудовані над важливими релігійними реліквіями.

### Світова спадщина в Лаосі

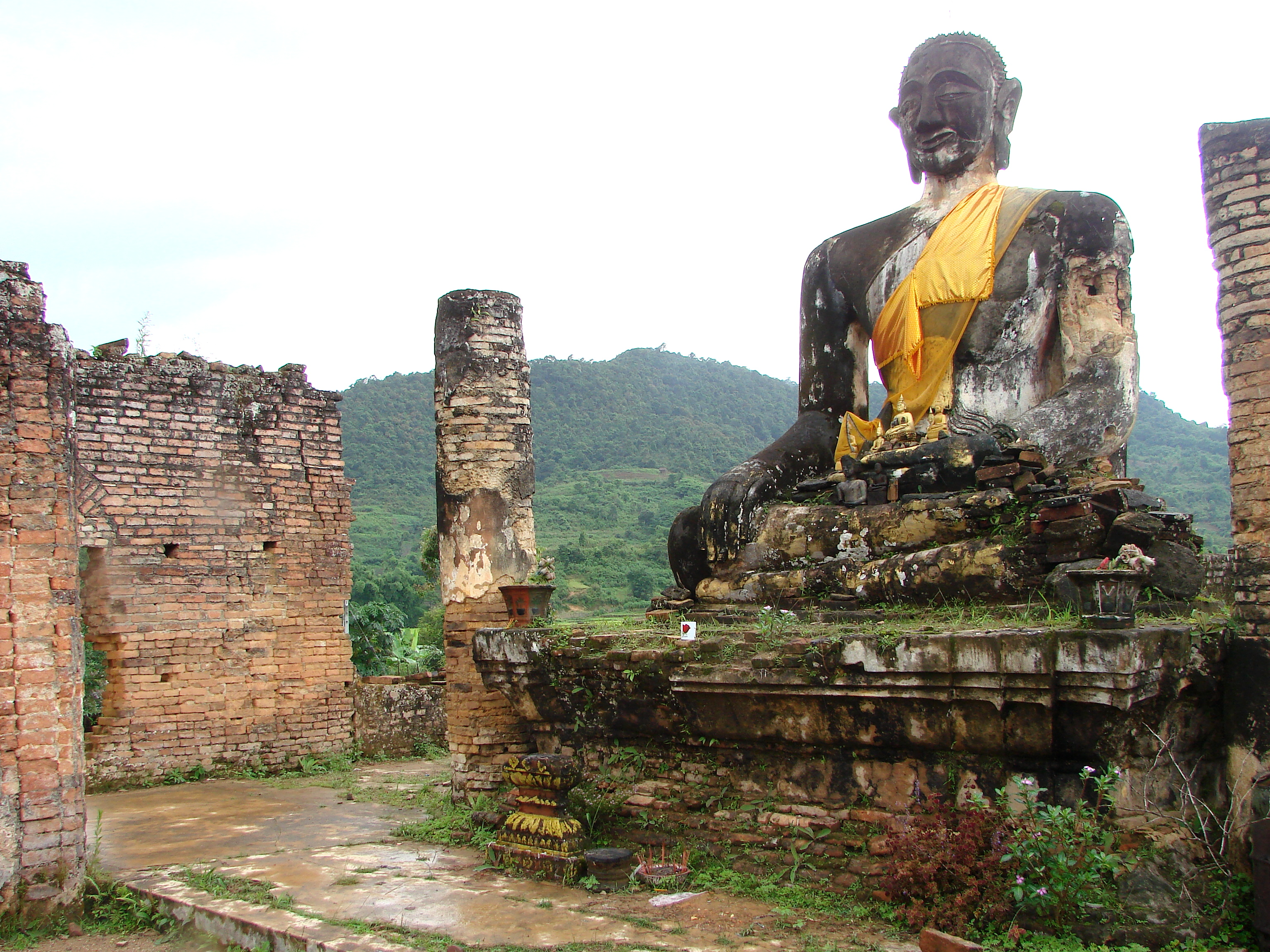
Зруйнований храм, Сіангкхуанг

У Лаосі розташовані два культурно-історичні об'єкти Світової спадщини ЮНЕСКО, і два об'єкти — кандидати.
Ват-Пху — це прото-кхмерська ділянка, розташована у провінції Тямпасак, якій понад 1000 років. Храм був побудований навколо гори з природним утворенням, що нагадує лінгам Шиви. Кхмери побудували два міста на берегах Меконгу і використовували цю ділянку (близько 10 км), щоб створити земне уявлення про індуїстську гору Меру, використовуючи як природні утворення, так і людські споруди. Ділянка була покинута як індусське місце поклоніння, але за століття стала місцем буддійського паломництва.
Старе місто Луанґпхабанґ також визнане Світовою спадщиною. Воно є найвідвідуванішим містом в Лаосі і було обране за його архітектурну і художню спадщину злиття традиційної лаоської і французької колоніальної архітектури. У місті є понад 30 діючих храмів, воно було резиденцією правителів держави Лансанг у 1353—1560 рр. і Королівства Луанґпхабанґ у 1707—1946 рр.
Ступа Тхат Луанг і Долина глеків у Сіангкхуанг були обидві номіновані на включення до Світової спадщини ЮНЕСКО у 1992 році. Тхат Луанг був номінований на своє релігійне значення як місця буддійського паломництва, а Долина глеків за її значення як великого археологічного пам'ятника культури Залізної доби у Південно-Східній Азії.

## Музика та виконавче мистецтво

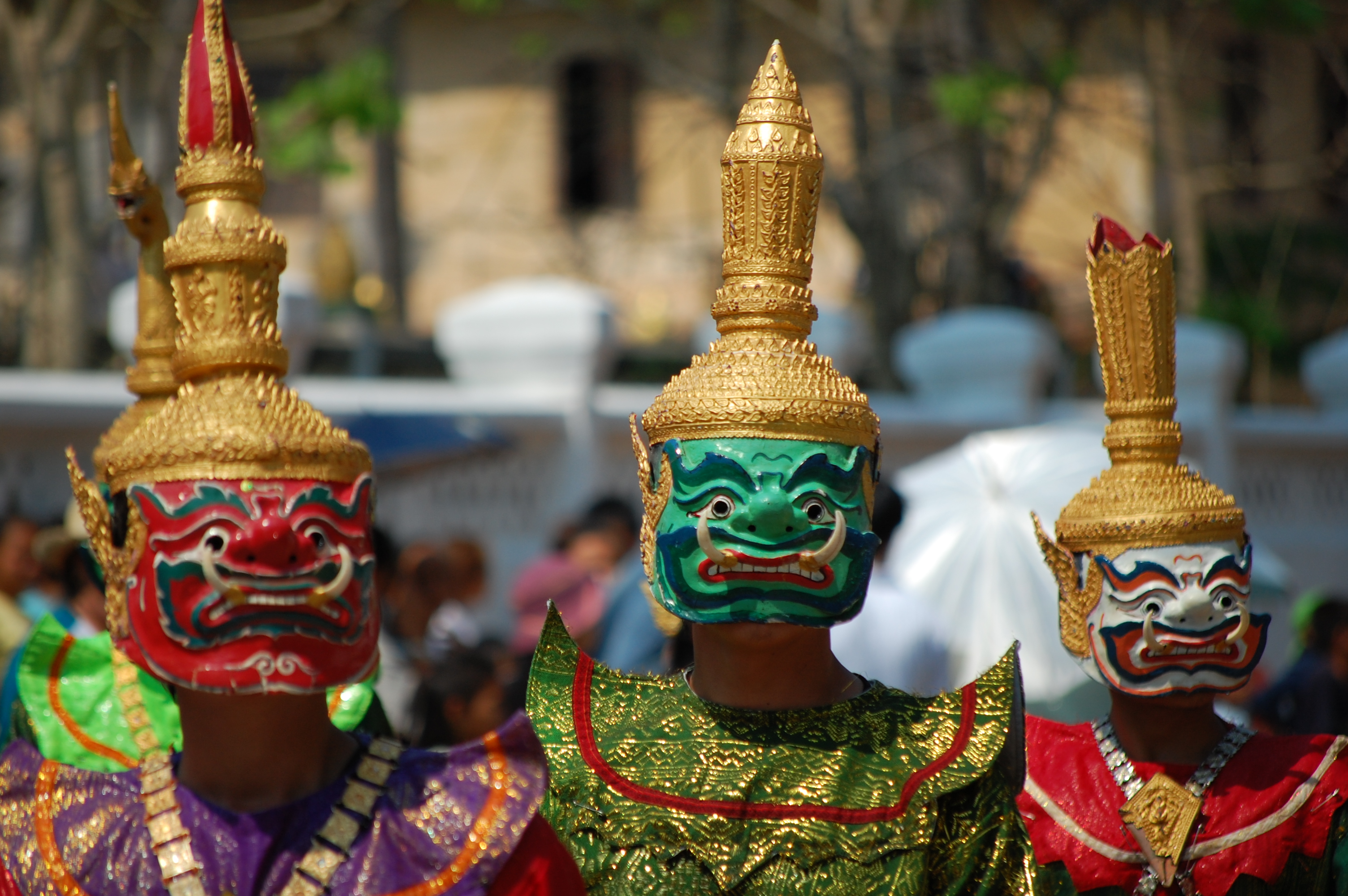
Лаоські актори у масках Кхон

Національною музикою Лаосу є лам, де використовується імпровізована поезія на музику швидкого темпу на теми любові, труднощів і бідності, мовні звороти і тонкий гумор. Лам є сильно регіональним, і багато слухачів можуть вгадати розташування та теми оповіді за кількома першими рядками.
Популярною формою ламу є "битва статей" між професійним співаком і співачкою, метою якої є розважити публіку і "спіткнути" суперника за допомогою гумору, недомовленості або стилістичного флеру. Лам також може бути використаний як пісенна форма народної поезії і форма усної традиції історії, яка є старішою від національного епосу в літературі. Лам, використовуваний в анімістичній традиції, утворює тип розспіву (молитви), який використовується під час таких церемоній, як бачі.

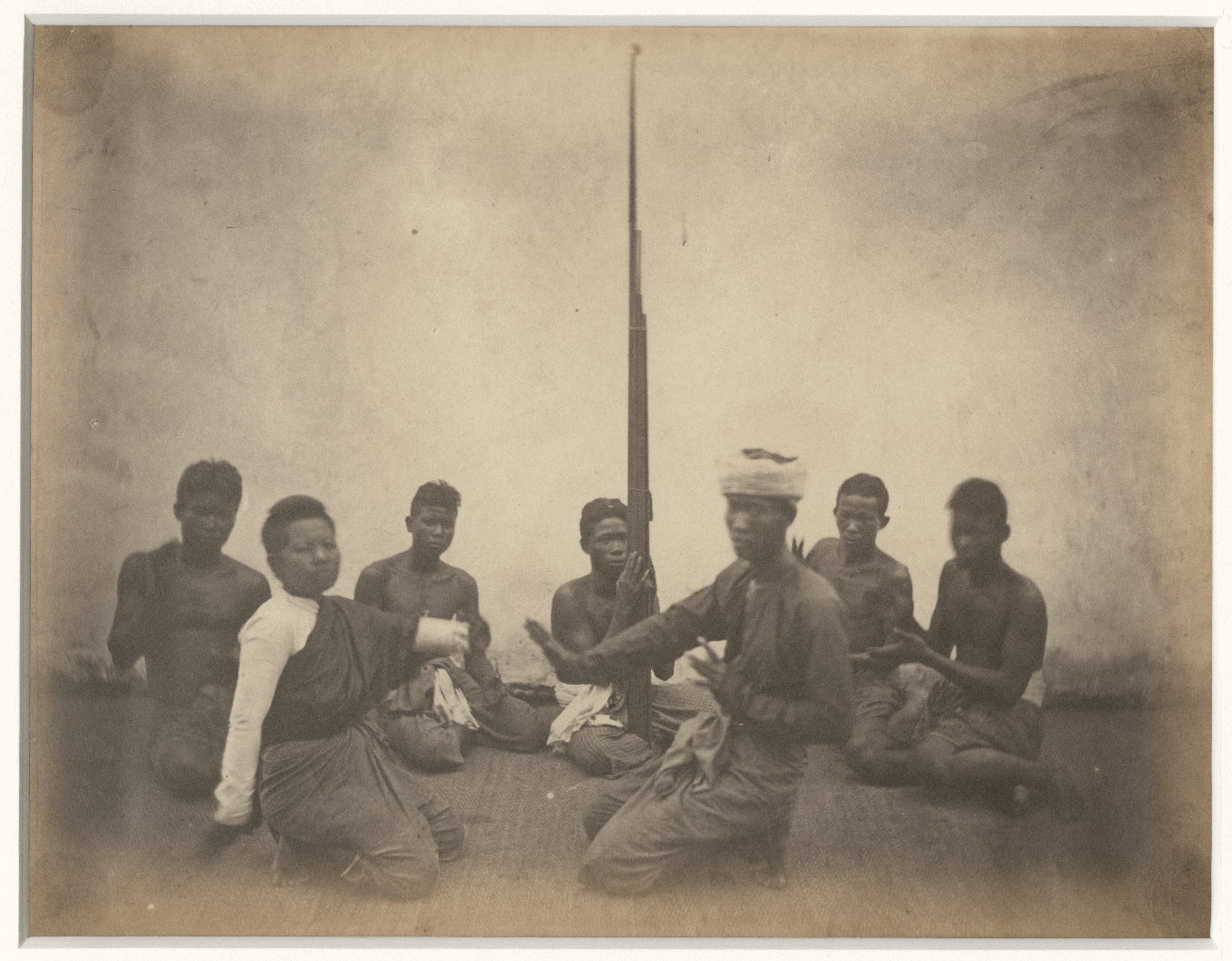
Традиційні мор лам (професійні співаки лам)

Найважливішим інструментом для лаоської музики є кхаен (khaen), тростинний ротовий орган, виготовлений з бамбука. Варіанти кхаен використовують найбільші етнічні групи в Лаосі. Лаосці також використовують ряд класичних придворних інструментів, які мають сильний вплив Китаю, Камбоджі і Таїланду. Ансамблі включають флейти, цитри, гонги, барабани, скрипки, лютні, цимбали і ксилофони. Сучасний мор лам також включає електричні гітари, синтезатори та електричні піаніно.

### Театр
Весь традиційний театр Лаосу є, по суті, музичним. Придворна музика та вистави, знані як кхон і лакхон, мають складні костюми і танці. Кхон і лакхон мають витоки з кхмерського королівського двору і поширилися всім регіоном, а в Лаосі вони відомі з епохи Лансанг. Типові вистави включають розповіді джатака, найвідомішими з яких є постановки Пра Лак Пра Лам під час лаоського Нового року в Луанґпхабанґу.
Протягом XIX століття вплив з Таїланду і В'єтнаму сприяв створенню лам луанг (лаоської опери). Лам луанг — це театральніша версія музики лам з декораціями, костюмами і оркестровим супроводом. 1972 року Патет Лао сформував Центральну Лаоську Оперу, першу професійну трупу лам луанг в Лаосі. Їх вистави фокусуються довкола соціальних питань, традиційних тем і національної пропаганди.

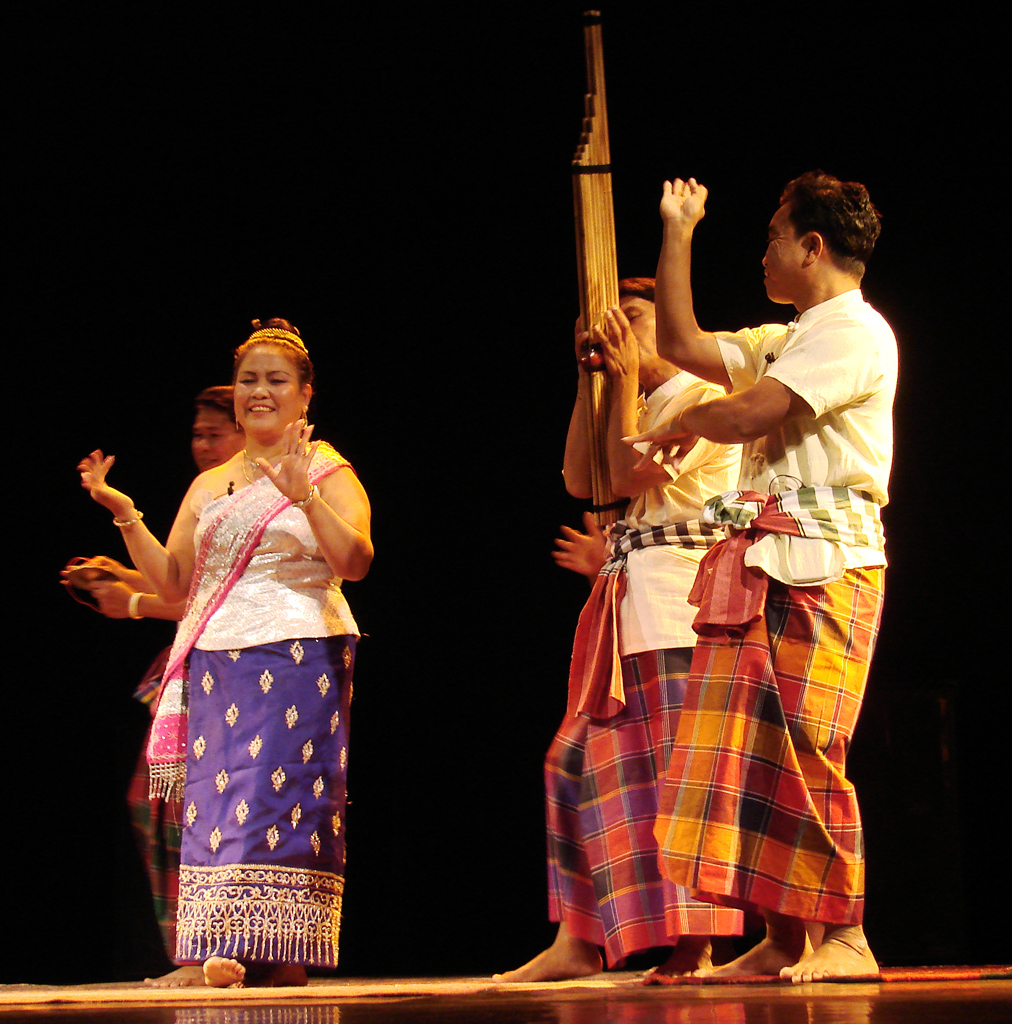
Вистава мор лам - чоловіки грають на khene і вдягнені у пха саронг

### Танець
Національний народний танець Лаосу має назву лам вонг. Він починається з однієї людини, яка робить рухи головою і руками, засновані на буддійських мудрах, до якої спочатку приєднується партнер, а потім інші пари, поки не утворюється натовп, який  формує три взаємопов'язані кола, які повільно обертаються.
Значно рідкісніші танці з королівських дворах, засновані на виставах, мають дуже символічні рухи і кроки танцюристок. У 1980-х роках багато танцюристів королівського двору з Луанґпхабанґ втекли від режиму Патет Лао до Нашвіллу, Теннессі, США. Інші традиційні танці включають "фон дхаб" ("танець з шаблями"), який є танцювальним показом чоловічого єдиноборства.
Існує ряд народних танців , які користуються популярністю у етнічних груп Лао Тхеунг і Лао Сунг. Хмонги виконують "фон бун кін чієнг" ("новорічний танок"); Кхму є танком залицяння, знаним як "фон пао банг"; червоні і чорні тай мають танок з бамбуковою палицею, а і Яо відомі танками з дзвонами і барабаном. Всі традиційні танці Лаосу мають безліч регіональних та етнічних варіацій.

## Кіно
Лаос майже не має власної кіно- або медіаіндустрії. Натомість, поширені телебачення, кіно, радіо та інтернет-ЗМІ з сусіднього Таїланду, що є джерелом політичної і культурної напруженості. До 1950-х років в Лаосі відомі тільки документальні французькі фотографії та рідкісні зйомки. У 1960-ті роки Королівський уряд Лаосу випустив перші лаоські повнометражні фільми «Khukhak Peunkhaen»" («Справжній і несправжній друг»), і «Phaenedin Khong Hao» («Наша земля»).
Протягом 1970-х і 1980-х років були поширені пропагандистські фільми, а Міністерство культури взяло на себе все виробництво. У цей період були зняті кілька американських фільмів, дія яких відбувалась у Лаосі періоду війні у В'єтнамі, але вони не знімались у країні. Серед них відомий документальний фільм "Nerakhoon" («Зрада»), в якому йдеться про родину, яка втекла з Лаосу в 1970-х, і її життя війни у В'єтнамі в США.
У 2007 році повнометражний фільм "Sabaidee Luang Prabang" («Доброго ранку, Луанг Прабанг») був знятий тайським режисером Сакчаєм Дінаном про тайського фотографа, який закохується в лаоського гіда. Того ж року був випущений  австралійській документальний фільм «Врожай бомб», який отримав визнання критики. У фільмі йдеться про зусилля «Консультативної групи по мінах» і лаоської «Національної програми по нездотонованих боєприпасах» по очищенню країни від бомб, які не розірвалися, з воєн ХХ століття. Фільм зображує в найдрібніших подробицях труднощі видалення бомб в Лаосі, в тому числі небезпеки, з якими стикається бідне населення, яке копає металобрухт для перепродажу.
Австралійський кінорежисер Кім Мордун зняв свій перший повнометражний фільм в Лаосі, а лаоські актори говорили в ньому рідною мовою. Фільм мав назву «Ракета» і його показали 2013 року на Мельбурнському міжнародному кінофестивалі і він завоював три нагороди на Берлінському міжнародному кінофестивалі: за найкращий перший фільм, нагороду Amnesty International і приз «Кришталевий Ведмідь» за кращий фільм програми «Generation K-plus».

## Традиційний одяг

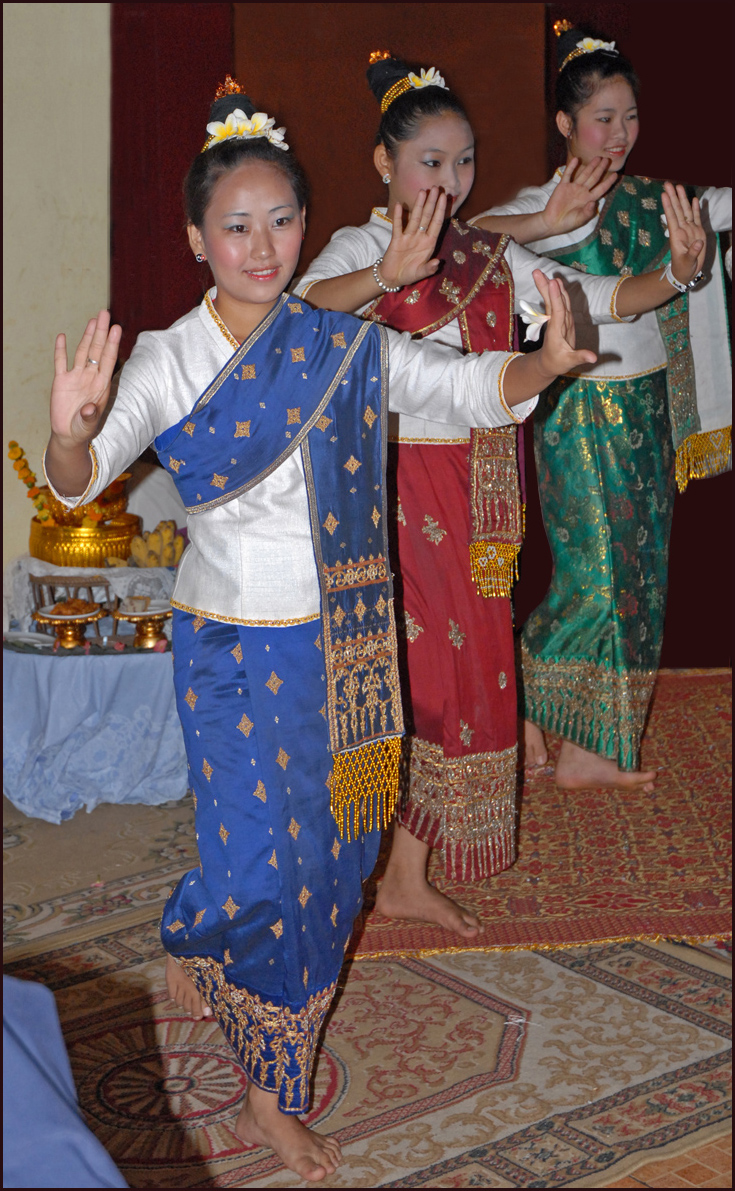
Дівчата Лао Лум танцюють в традиційних сінх

Традиційний одяг є основним візуальним сигналом для визначення належності між етнічними групами. Техніки, моделі та матеріали розрізняються не тільки за регіонами і етнічною приналежністю, але навіть за кланами і родинами.
У традиційному одязі Лао Лум прослідковується камбоджійський, тайський, французький і бірманський вплив. Чоловіки Лао традиційно носять широкі штани у кхмерскому стилі або сампот, куртку з високим комірцем або індокитайську сорочку і простий пха біанг (картата хустка, схожа на кхмерську крама). Серед старшого покоління і у північних районах також не рідкість побачити чоловіків, одягнених у картатий або клітчастий пха-саронг, схожий на бірманський лунгі. Традиційний одяг жінок — довга сукня з багато розшитим подолом, яка називається «сінх», підібраний за кольором пха біанг або шаль (довші шалі під назвою хом носять в холодних районах), та блузка з французьким впливом. Чоловіки і жінки носять релігійні амулети і велику кількість золотих і срібних прикрас, які, як вважається, відганяють злих духів і є символом багатства. Кольорові патерни і техніка вишивки відрізняються за регіонами і класом. Лао Лум в традиційному одязі використовують майже суто шовк.
Серед Лао Тхеунг широко використовується бавовна. Жінки кхму носять прості бавовняні саронги з горизонтальними смугами та чорні блузки з довгими рукавами. Серед Кату і Алак існує традиція додавання значної кількості бісероплетіння та срібних монет до одягу. Лао Тхеунг використовують у великих кількостях ювелірні вироби зі срібла та латуні для того, щоб відганяти зло і позначити статус.
Групи Лао Сунг, включаючи хмонгів, яо і акха, славляться вишуканою вишивкою, багатим срібним орнаментом і складними кольоровими патернами. Наприклад, жінки синіх хмонгів носять плісировані спідниці з червоними, білими і синіми вишитими смугами і чорну куртку з помаранчевою і жовтою вишивкою. Жінки яо носять довгий чорний піджак з червоними вилогами, вільні штани і майстерно вишиті чорні тюрбани. Чоловіки зазвичай носять чорні брюки, підв'язані вишитою стрічкою, індокитайську сорочку з французьким впливом і барвисту наголовну стрічку.

## Кухня

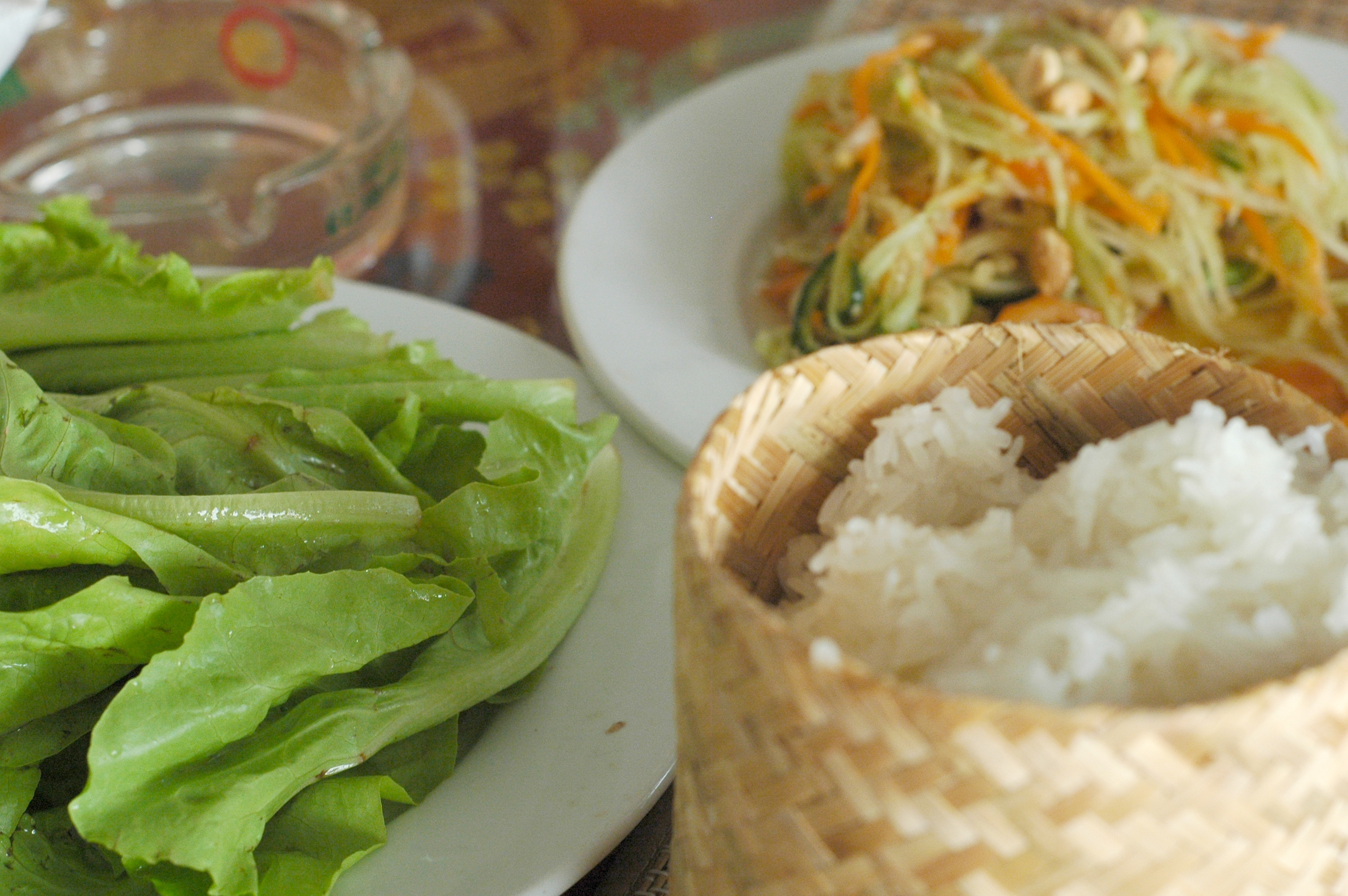
Лаоський клейкий рис і салат з папаї

Лаоська кухня висвітлює етнічне різноманіття країни та її сусідів. Лаос має сильні регіональні відмінності навіть серед звичайних страв, але основним інгредієнтом більшості страв є клейкий рис.
Звичайне лаоське частування складається з салату лаб (щедро приправлений салат з подрібненою рибою або курятиною), який подають з клейким рисом; соусу-пасти з перцю чилі; там мак хунг — вогненного і кислого салату з зеленої папаї, супу на бульйоні, наприклад каенг но май (бамбуковий суп); зелені і овочів, що подаються сирими; тропічних фруктів на десерт. Це супроводжується місцевим пивом або рисовим лікером лао-лао.
Лаоська кухня схожа на тайську, але з кількома помітними відмінностями. Лаоська їжа в цілому, як правило, більш екстремально кисла, гірка і приправлена спеціями, ніж тайська кухня. Лаосці використовують велику кількість Мак phaet (чилі), па даек (ферментований рибний соус з риби прісних вод), лаймове листя, і галангал, щоб додати виразніший смак до більшості страв. Клейкий рис їдять майже винятково на етнічно лаоській території.
Лаосці також споживають більше дичини і комах, відомих в цілому як "їжа джунглів". Свіжа дичина іноді споживається сирою у рясно приправленій страві і вважається делікатесом. Комах вживають у різних формах; комахи з більш різким смаком використовуються як спеції або замінники, наприклад, звичайні червоні вогняні мурахи використовуються для додання лимонної кислинки в південних супах. Меншу дичину гра, як правило, смажать на вогні і продають на придорожніх стендах.
Тайський вплив на Лаос можна побачити в багатьох популярних стравах на основі карі, таких як кхао-пун, який зазвичай їдять під час фестивалів. В'єтнамські страви, такі як суп фо і спрінг-роли користуються величезною популярністю по всій країні. Етнічна китайська їжа юньянь, поширена у В'єнтьяні, наприклад страви з тістом у фритюрі, які зазвичай продаються як вуличні закуски. Палички використовуються переважно лише у китайських або в'єтнамських стравах з локшини. Більшість страв з рисом їдять правою рукою і ложкою. Але серед хмонгів і яо, які їдять більше сортів довгозернистого рису, їсти руками вважається грубістю.
Роки французького колоніалізму дали Лаосу ряд продовольчих товарів, включаючи багет, омлети, паштети і круасани. Французи також запровадили вирощування кави, найкращим сортом вважається міцний сорт з південного Лаосу, який росте недалеко від Бан Пахонг. Звичайний лаоський сніданок має французький вплив і складається з міцної кави (гарячої або з льодом) і багета або іншої випічки, яку занурюють у згущене молоко.

## Спорт
Футбол є найпоширенішим міжнародним спортом в Лаосі; ігри проводяться на Лаоському національному стадіоні у В'єнтьяні. Лаоська Прем'єр-ліга була заснована 1995 року і має десять команд. Лаоська футбольна федерація обслуговує національну команду в рамках Азійського дивізіону ФІФА.
Традиційні види спорту включають бойові мистецтва кікбоксингу, які називаються муай-лао, схожі на більш популярні муай-тай і кхмерські попередники бокатор і прадал серей.
Ка-тав або ударний волейбол — також традиційний лаоський вид спорту, де гравці використовують м'яч з ротанґа і грають з використанням стоп, колін, грудей і голови.
Кінець «буддійського поста» або Пханса відзначається гонками на човнах по річці Меконг. Є кілька традиційних гонок, де кожне село спонсорує команду, з святкуванням в призначеному селі-господарі. Є також спортивні гонки, де гребні команди змагаються одна проти одної в очних перегонах.
Зростання екотуризму у світі сприяло зростанню популярності Лаосу як місця для екстремальних видів спорту. Лаос має понад 20 національних парків, в яких зростає кількість походів, їзди на велосипеді, рафтінгу, катання на каное і каяку, спелеології, скелелазіння і спуск по тросу.

### Міжнародні змагання
25-ті Ігри Південносхідної Азії пройшли у В'єнтьяні у грудні 2009 року.
Лаос вперше почав брати участь у Олімпійських іграх 1980 року і відтоді направляв своїх спортсменів для участі в Літніх Іграх. Лаос також направляє паралімпійців починаючи з Ігор 2000 року в Сіднеї, Австралія. Лаосці брали участь у марафоні, плаванні, стрільбі з лука, та змаганнях на треку, однак ще не виграли олімпійську медаль.

## Фестивалі та святкові дні
Лаоські фестивалі традиційно ґрунтуються на місячному календарі і кожен рік відрізняються за датою. Найбільший державний фестиваль — це чотири дні святкування лаоського Нового року або Пі Май.

## Зовнішні посилання
- Фестивалі та свята в Лаосі (відділ маркетингу туризму Міністерства інформації, культури і туризму) [Архівовано 18 серпня 2018 у Wayback Machine.]